# Saint-Lary-Soulan
Pour la station de sports d'hiver, voir Saint-Lary-Soulan (station).
Saint-Lary-Soulan est une commune française située dans le sud-est du département des Hautes-Pyrénées, en région Occitanie.
Sur le plan historique et culturel, la commune est dans le Pays d'Aure, constitué de la vallée de la Neste (en aval de Sarrancolin), de la vallée d'Aure (en amont de Sarrancolin) et de la vallée du Louron. Exposée à un climat de montagne, elle est drainée par la Neste, la Neste de Rioumajou, le ruisseau Saint-Jacques et par divers autres petits cours d'eau. Incluse dans le parc national des Pyrénées, la commune possède un patrimoine naturel remarquable : deux sites Natura 2000 (« Rioumajou et Moudang » et le « Néouvielle »), un espace protégé (la réserve naturelle nationale du Néouvielle) et onze zones naturelles d'intérêt écologique, faunistique et floristique.
Saint-Lary-Soulan est une commune rurale qui compte 837 habitants en 2022. Ses habitants sont appelés les Saint-Laryens ou  Saint-Laryennes ou Saint-Hilariens.
Saint-Lary-Soulan a accueilli le tour de France 2024

## Géographie

### Localisation
La commune de Saint-Lary-Soulan se trouve dans le département des Hautes-Pyrénées, en région Occitanie et est frontalière avec l'Espagne (Aragon).
En fusionnant avec l'ancienne commune de Saint-Lary, l'ancienne commune de Soulan forme une exclave de la commune actuelle, fondée le 1er janvier 1964. Ainsi le territoire de Saint-Lary-Soulan est formé de deux parties exclavées, séparées d'environ un kilomètre par les communes de Vignec (au nord de la séparation) et Cadeilhan-Trachère (au sud) : à l’ouest de cette séparation et en altitude, l’ancienne commune très rurale de Soulan, où est situé le domaine skiable de la commune ; à l’est et dans la vallée, l'ancienne commune de Saint-Lary où est situé le plus gros village avec ses installations thermales.
Elle se situe à 50 km à vol d'oiseau de Tarbes, préfecture du département, à 31 km de Bagnères-de-Bigorre, sous-préfecture, et à 32 km de Capvern, bureau centralisateur du canton de Neste, Aure et Louron dont dépend la commune depuis 2015 pour les élections départementales.
La commune fait en outre partie du bassin de vie d'Arreau.
Les communes les plus proches sont : 
Cadeilhan-Trachère (0,7 km), Sailhan (1,0 km), Vignec (1,1 km), Vielle-Aure (1,6 km), Ens (1,8 km), Estensan (1,8 km), Bourisp (1,9 km), Azet (2,5 km).
Sur le plan historique et culturel, Saint-Lary-Soulan fait partie du pays de la vallée d'Aure ou pays d'Aure, constitué de la vallée de la Neste (en aval de Sarrancolin), de la vallée d'Aure (en amont de Sarrancolin) et de la vallée du Louron (confluente à Arreau).

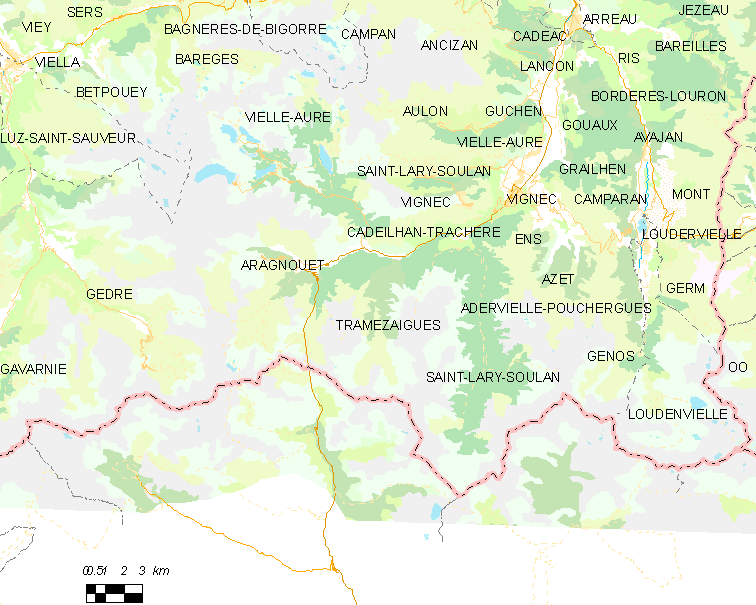
Carte de la commune de Saint-Lary-Soulan et des proches communes.

- La partie nord-ouest (exclave de Soulan) est limitrophe de six autres communes, dont Vignec et Vielle-Aure en deux endroits chacune :

| Vielle-Aure (exclave du Néouvielle) | Aulon                                       |                                                               |
| Barèges                             | Saint-Lary-Soulan (exclave de Soulan)       | Vielle-Aure (exclave du village), Vignec (exclave du village) |
| Aragnouet                           | Vignec (exclave de l’Adet et Soum de Matte) | Cadeilhan-Trachère                                            |

- La partie sud-est (l'exclave de Saint-Lary) est limitrophe de l'Espagne (Aragon) et de huit autres communes françaises :

| Cadeilhan-Trachère | Vielle-Aure (exclave du village), Vignec (exclave du village) | Sailhan, Ens |
| Tramezaïgues       | Saint-Lary-Soulan (exclave de Saint-Lary)                     | Azet         |
| Bielsa ( Espagne)  | Gistaín ( Espagne)                                            | Génos        |

### Paysages et relief

Sélection de vues diverses
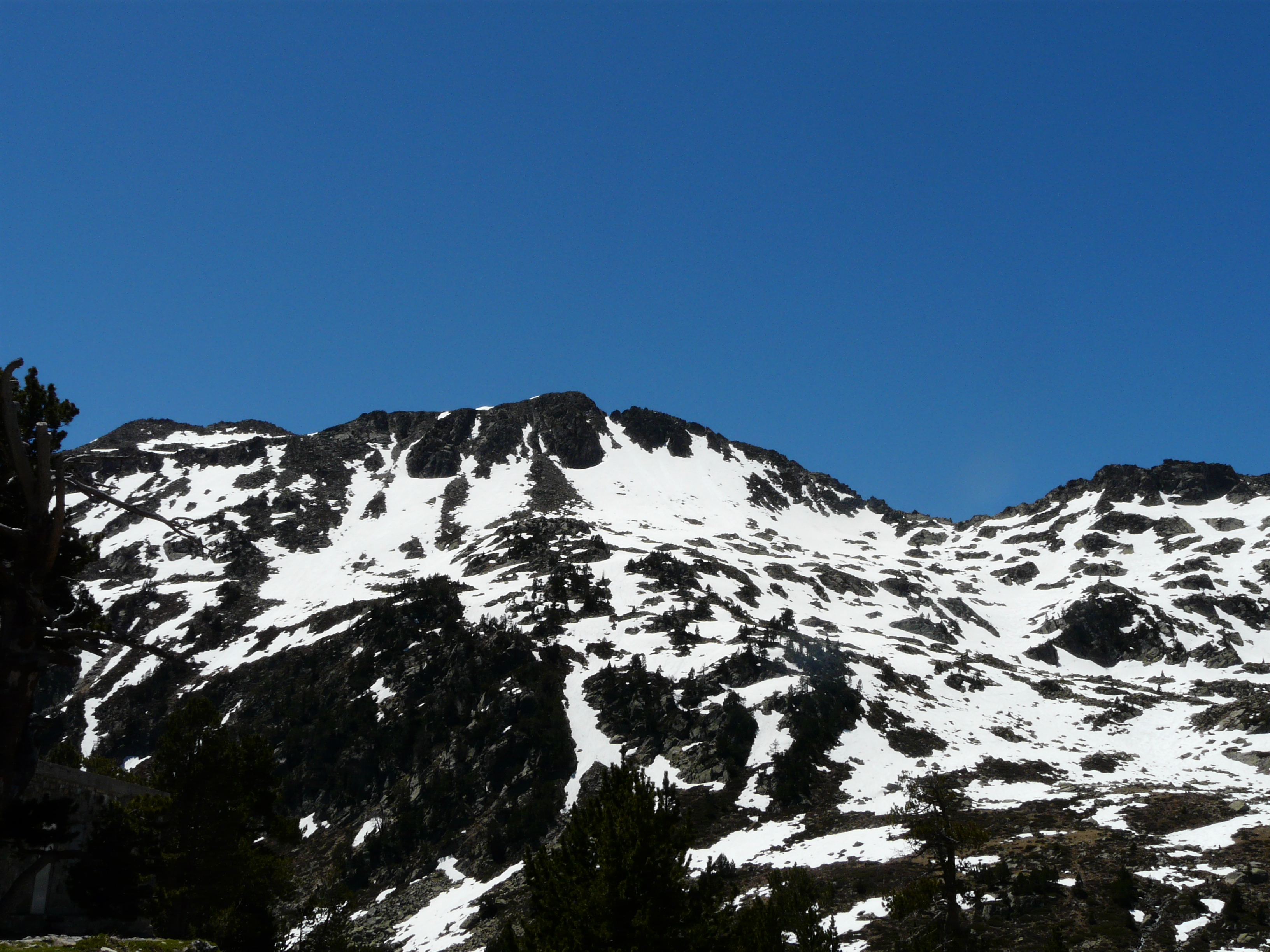
Le pic de Hèche Castet, au sud du lac d'Aubert.
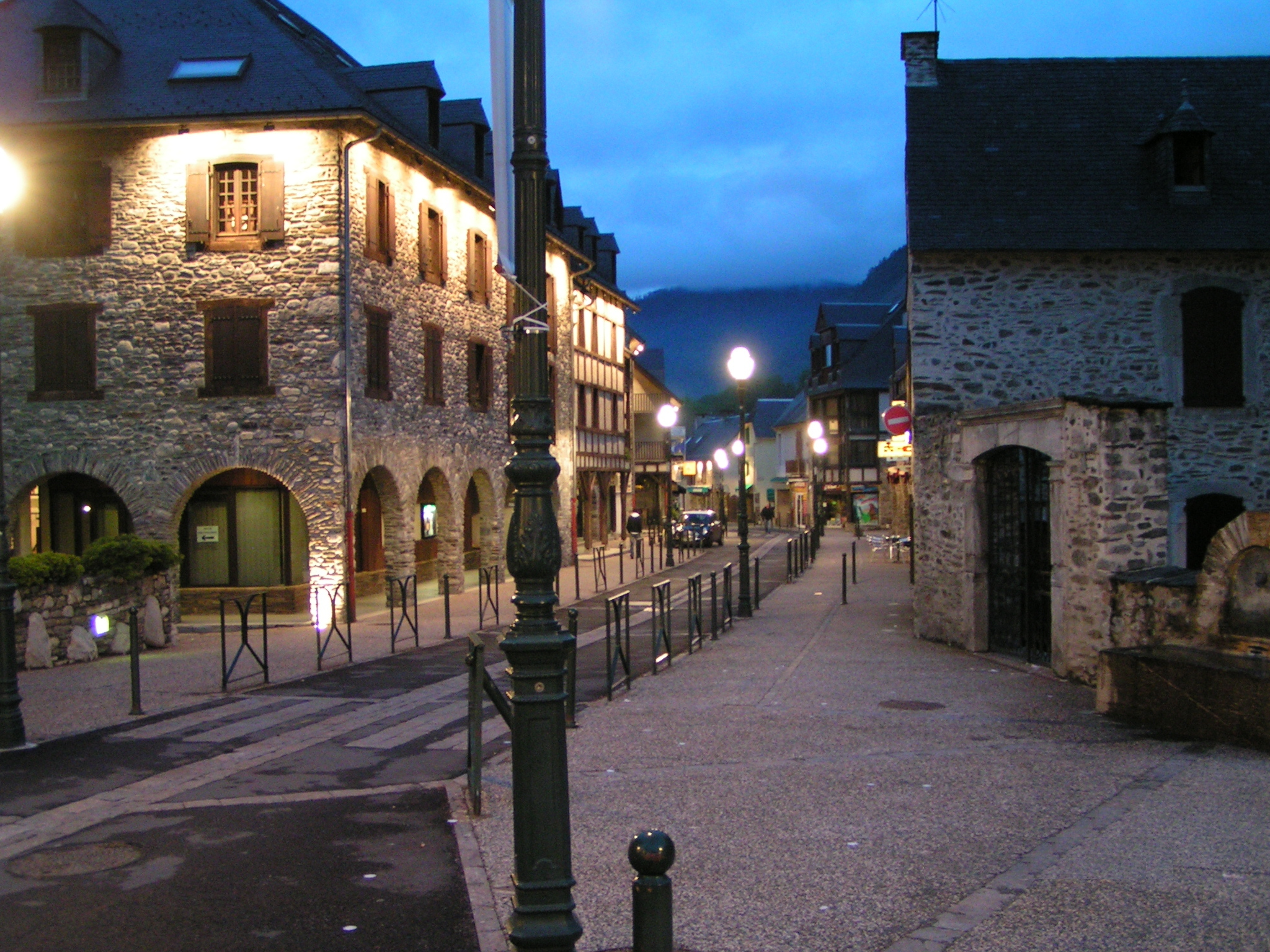
Une rue du centre bourg la nuit.

### Soulan

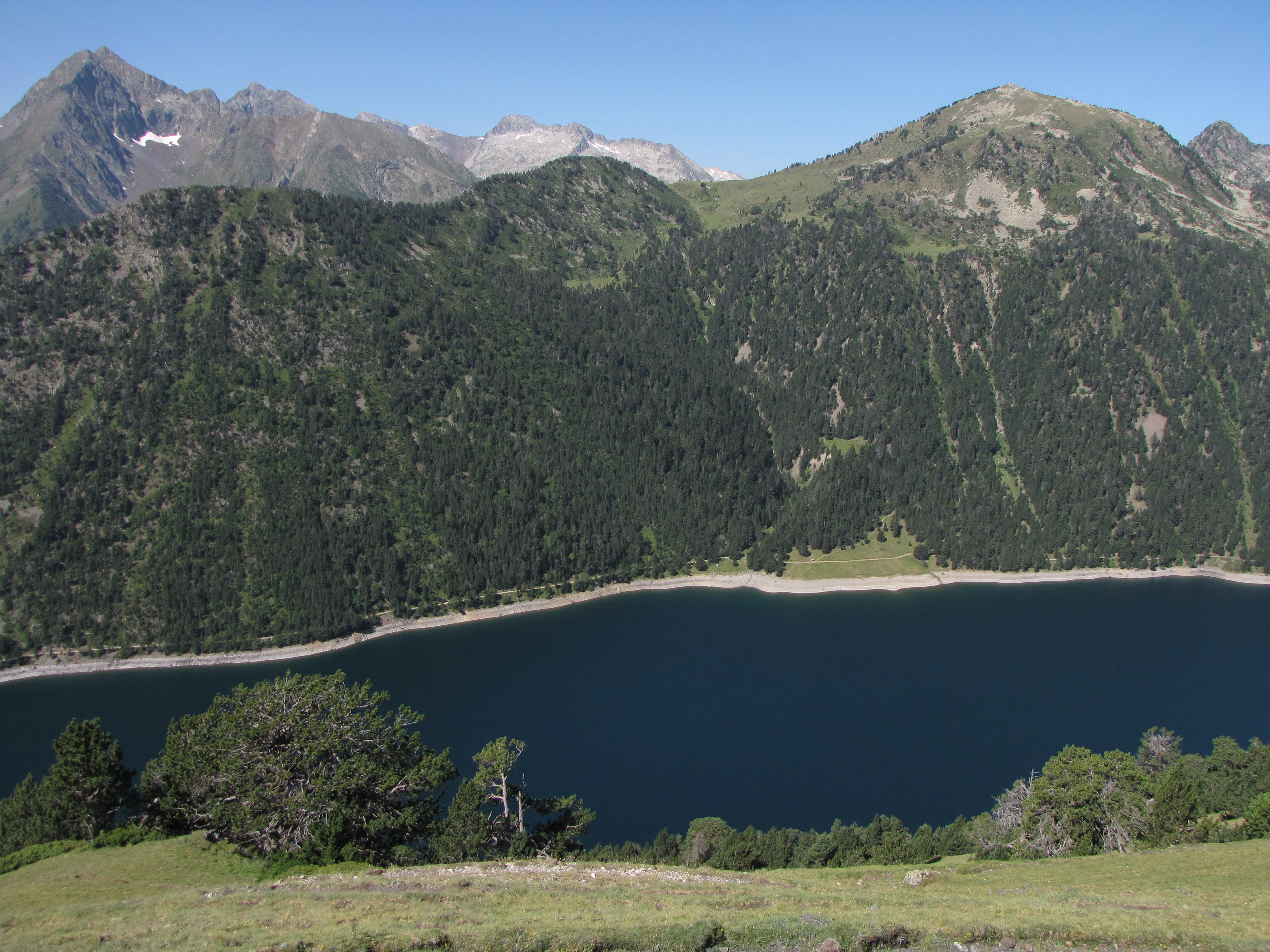
Le lac de l'Oule.

L'exclave de Soulan s’étend sur une quinzaine de kilomètres d'est en ouest, de part et d'autre du lac de l'Oule, jusqu'à la crête d'Espade. Le lac de l’Oule (qui divise l'exclave de Soulan en deux parties est et ouest bien différentes, l'une dédiée aux sports d'hiver et l'autre à une réserve naturelle), le rivage nord-est du lac d'Orédon, les Laquettes et le rivage sud-ouest du lac d'Aubert font partie du territoire de Soulan.
Cette exclave de Soulan possède par ailleurs une petite excroissance au sud-est (du lieu-dit la Cabane, au Pla d’Adet qui est à l'arrivée des deux téléphériques montant de Saint-Lary et donnant accès au domaine skiable et aux remontées mécaniques) qui coupe Vignec en deux parties exclavées : ces deux parties de Vignec, au nord (le village) et au sud (du lieu-dit de Soum de Matte à l'ancien hameau d’Adet, qui aujourd'hui jouxte la station du Pla d’Adet et de la Cabane à Soulan), résultent également de la fusion des deux anciennes communes au 1er janvier 1964.
Une route montant du village de Saint-Lary à la station du Pla d’Adet (altitude 1 680 m), via les villages de Vignec ou de Vielle-Aure, puis celui de Soulan et son lieu-dit la Cabane, donne également accès (en plus des téléphériques) à plusieurs télécabines et téléskis qui montent jusqu'à 2 350 m sur le domaine skiable commun de Vignec (Soum de Matte), Soulan (lieux-dits du Pla d’Adet, Espiaube et l’Oule) et Vielle-Aure (au sud du pic du Pichaley et des lacs de Bastan et à l'est du refuge de Bastan-Néouvielle). Le Pla d’Adet à Soulan est également un point de départ pour la pratique ou l’initiation au parapente, les zones d'atterrissage se situant dans la vallée autour de Saint-Lary, en évitant toutefois la zone des câbles des téléphériques.
Ce domaine skiable accessible depuis le Pla d’Adet s'étend de la face nord du Pène Male (qui culmine à 2 582 m à la frontière entre Soulan et la commune d'Aragnouet) à la face sud du pic du Pichaley (qui culmine à 2 626 m sur la frontière entre les communes de Vielle-Aure et Aulon) ; il surplombe l’est du lac de l’Oule (presque entièrement inclus dans l’exclave de Soulan, selon le niveau de l’eau retenue par son barrage).
Plus à l'ouest encore, au-delà du lac de l’Oule, le reste de l'exclave de Soulan est entièrement inclus dans la réserve naturelle du Néouvielle (qui s'étend sur plusieurs autres communes) jusqu'à la face est du pic de Néouvielle (qui culmine à 3 091 m), en incluant aussi le pic Ramougn voisin (qui culmine à 3 015 m). La réserve naturelle s'étend vers le nord (sur la commune de Vielle-Aure) jusqu'aux faces sud du pic de Madamète (2 657 m), du pic d'Estibère (2 663 m) et du pic de Gourget (2 619 m), en incluant le lac d'Aubert dont seule la rive sud-ouest est à Soulan) ; elle s'étend vers le sud sur la commune d’Aragnouet jusqu'aux rives nord du lac de Cap-de-Long et du lac d'Orédon (dont seule une petite partie nord-est à Soulan).
Ce dernier lac est accessible par le sud depuis Aragnouet via la route D 929 jusqu’au Chalet-hôtel du lac d'Orédon-Néouvielle (construit près du lac à la frontière d'Aragnouet et de Soulan, et à la frontière sud de la réserve naturelle (la D 929 se prolonge ensuite au sud-ouest vers le barrage du lac de Cap-de-Long).
Depuis le lac d'Orédon, à Soulan, part alors vers le nord la route de montagne D 177 menant, par des lacets serrés sur la face sud du pic d'Anglade (2 511 m, sur la commune de Vielle-Aure), aux Laquettes et au lac d'Aumar (eux aussi sur la commune de Vielle-Aure) et au barrage du lac d'Aubert (essentiellement à Vielle-Aure, seule une petite partie sud-ouest étant à Soulan) : tous ces derniers lacs (et la route qui y mène) sont entièrement inclus dans la réserve naturelle.

### Climat
Le climat qui caractérise la commune est qualifié, en 2010, de « climat de montagne », selon la typologie des climats de la France qui compte alors huit grands types de climats en métropole. En 2020, la commune ressort du même type de climat dans la classification établie par Météo-France, qui ne compte désormais, en première approche, que cinq grands types de climats en métropole. Pour ce type de climat, la température décroît rapidement en fonction de l'altitude. On observe une nébulosité minimale en hiver et maximale en été. Les vents et les précipitations varient notablement selon le lieu.
Les paramètres climatiques qui ont permis d’établir la typologie de 2010 comportent six variables pour les températures et huit pour les précipitations, dont les valeurs correspondent à la normale 1971-2000. Les sept principales variables caractérisant la commune sont présentées dans l'encadré ci-après.
| Paramètres climatiques communaux sur la période 1971-2000 - Moyenne annuelle de température : 9,9 °C - Nombre de jours avec une température inférieure à −5 °C : 6,1 j - Nombre de jours avec une température supérieure à 30 °C : 2,6 j - Amplitude thermique annuelle : 14,1 °C - Cumuls annuels de précipitation : 1 125 mm - Nombre de jours de précipitation en janvier : 10,3 j - Nombre de jours de précipitation en juillet : 8,4 j |

Avec le changement climatique, ces variables ont évolué. Une étude réalisée en 2014 par la direction générale de l'Énergie et du Climat complétée par des études régionales prévoit en effet que la  température moyenne devrait croître et la pluviométrie moyenne baisser, avec toutefois de fortes variations régionales. Ces changements peuvent être constatés sur la station météorologique de Météo-France la plus proche, « Génos », sur la commune de Génos, mise en service en 1969 et qui se trouve à 6 km à vol d'oiseau,, où la température moyenne annuelle est de 7,8 °C et la hauteur de précipitations de 1 483,6 mm pour la période 1981-2010.
Sur la station météorologique historique la plus proche, « Tarbes-Lourdes-Pyrénées », sur la commune d'Ossun, mise en service en 1946 et à 50 km, la température moyenne annuelle évolue de 12,2 °C pour la période 1971-2000, à 12,6 °C pour 1981-2010, puis à 12,9 °C pour 1991-2020.

### Milieux naturels et biodiversité

#### Espaces protégés
La protection réglementaire est le mode d’intervention le plus fort pour préserver des espaces naturels remarquables et leur biodiversité associée,.
Dans ce cadre, la commune fait partie de l'aire d'adhésion du parc national des Pyrénées. Ce  parc national, créé en 1967, abrite une faune riche et spécifique particulièrement intéressante : importantes populations d’isards, colonies de marmottes réimplantées avec succès, grands rapaces tels le Gypaète barbu, le Vautour fauve, le Percnoptère d’Égypte ou l’Aigle royal, le Grand tétras et le discret Desman des Pyrénées qui constitue l’exemple type de ce précieux patrimoine confié au Parc national et aussi l'Ours des Pyrénées,,.
Un  autre espace protégé est présent sur la commune : 
la « retenue d'eau de Puydarrieux », objet d'un arrêté de protection de biotope, d'une superficie de 268,10 ha ;

#### Réseau Natura 2000

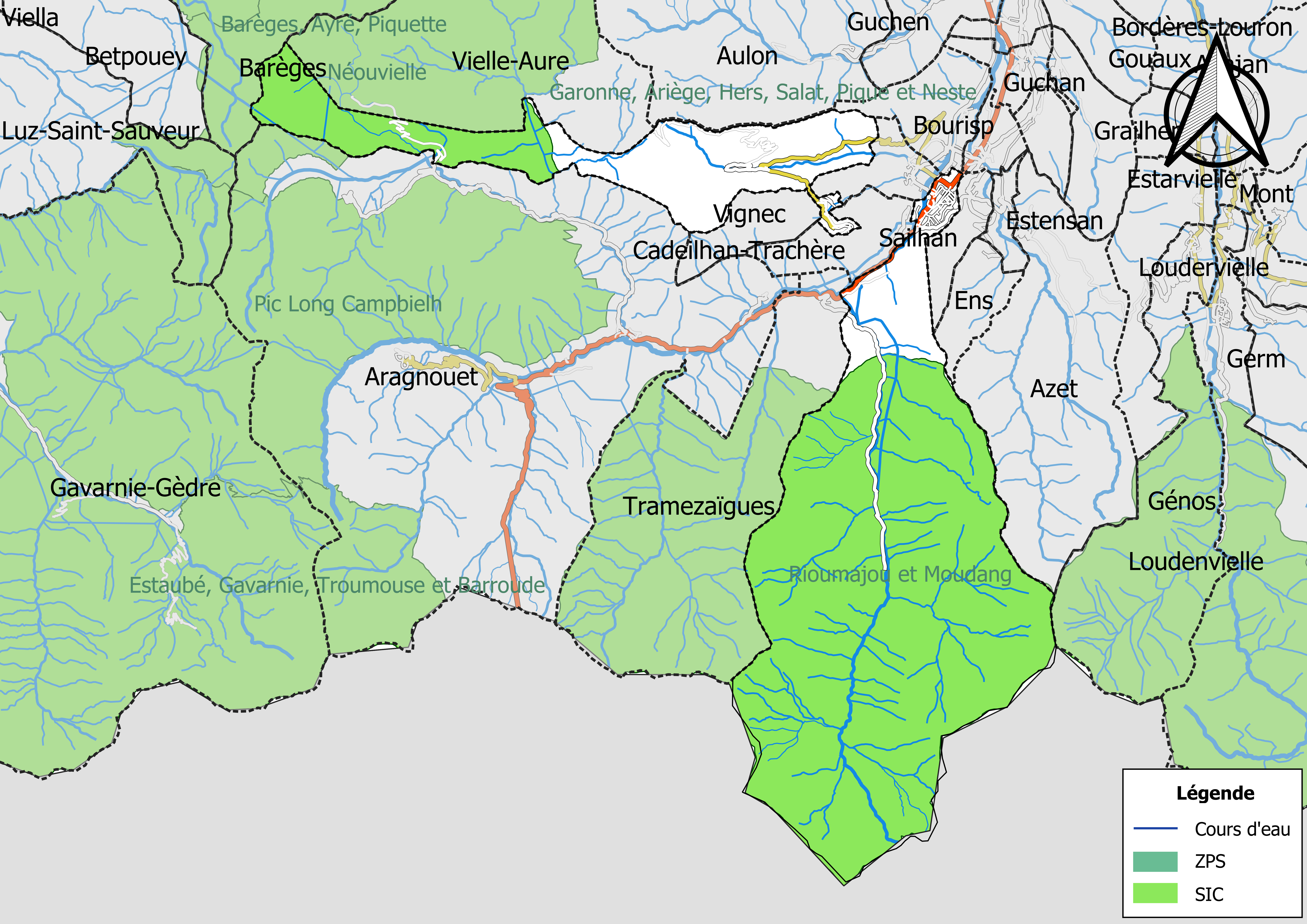
Sites Natura 2000 sur le territoire communal.

Le réseau Natura 2000 est un réseau écologique européen de sites naturels d'intérêt écologique élaboré à partir des directives habitats et oiseaux, constitué de zones spéciales de conservation (ZSC) et de zones de protection spéciale (ZPS).
Deux sites Natura 2000 ont été définis sur la commune au titre de la directive habitats : 
- « rioumajou et Moudang », d'une superficie de 9 522 ha, sont un important ensemble forestier, à forte densité d'isards. La végétation est caractéristique de la haute-montagne calcaire et siliceuse[28] ;
- le « Néouvielle », d'une superficie de 6 176 ha, présente une végétation caractéristique de la haute montagne pyrénéenne siliceuse et des milieux humides et tourbeux d'altitude, avec des pineraies de pins à crochets à trés haute altitude, des pineraies sylvestres et introgression des deux pins[29] ;

#### Zones naturelles d'intérêt écologique, faunistique et floristique
L’inventaire des zones naturelles d'intérêt écologique, faunistique et floristique (ZNIEFF) a pour objectif de réaliser une couverture des zones les plus intéressantes sur le plan écologique, essentiellement dans la perspective d’améliorer la connaissance du patrimoine naturel national et de fournir aux différents décideurs un outil d’aide à la prise en compte de l’environnement dans l’aménagement du territoire.
Huit ZNIEFF de type 1 sont recensées sur la commune :
- le « bassin versant du Haut-Louron » (6 872 ha), couvrant 8 communes dont deux dans la Haute-Garonne et six dans les Hautes-Pyrénées[31] ;
- le « bois de la Cabane » (201 ha), couvrant 2 communes du département[32] ;
- la « Haute vallée d´Aure en rive droite, de Barroude au col d'Azet » (16 972 ha), couvrant 10 communes du département[33] ;
- « la Neste, amont » (100 ha), couvrant 18 communes du département[34] ;
- le « massif en rive gauche du Bastan » (8 315 ha), couvrant 10 communes du département[35] ;
- la « montagne d'Eget » (1 734 ha), couvrant 5 communes du département[36] ;
- la « réserve du Néouvielle et vallons de Port-Bielh et du Bastan » (6 427 ha), couvrant 8 communes du département[37] ;
- la « vallée d'Aulon et soulane de Vielle-Aure » (4 377 ha), couvrant 9 communes du département[38] ;

et trois ZNIEFF de type 2, : 
- la « Haute vallée d'Aure » (43 605 ha), couvrant 38 communes du département[39] ;
- la « vallée du Louron » (16 472 ha), couvrant 30 communes dont six dans la Haute-Garonne et 24 dans les Hautes-Pyrénées[40] ;
- les « vallées de Barèges et de Luz » (22 843 ha), couvrant 24 communes du département[41].

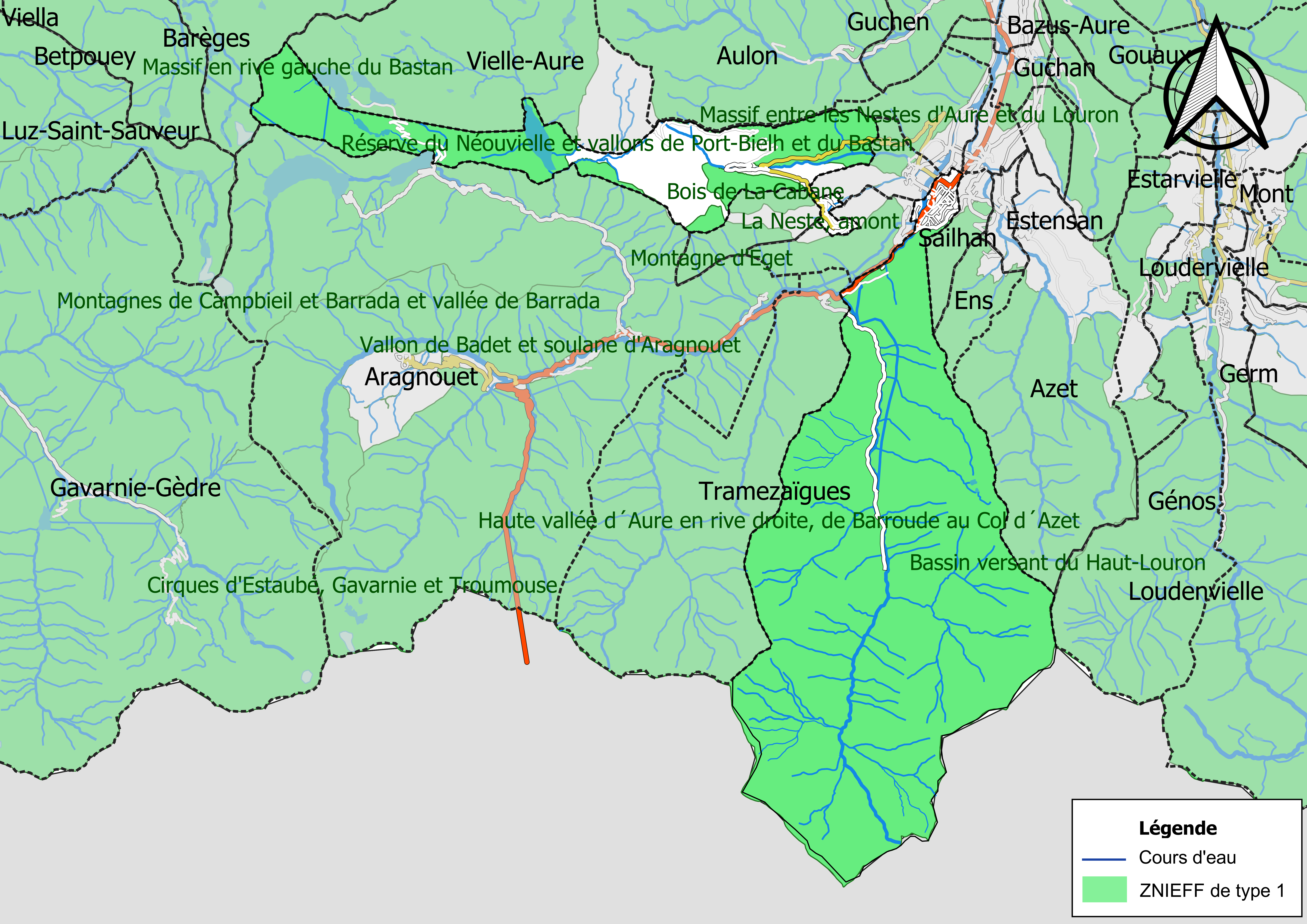
Carte des ZNIEFF de type 1 sur la commune.
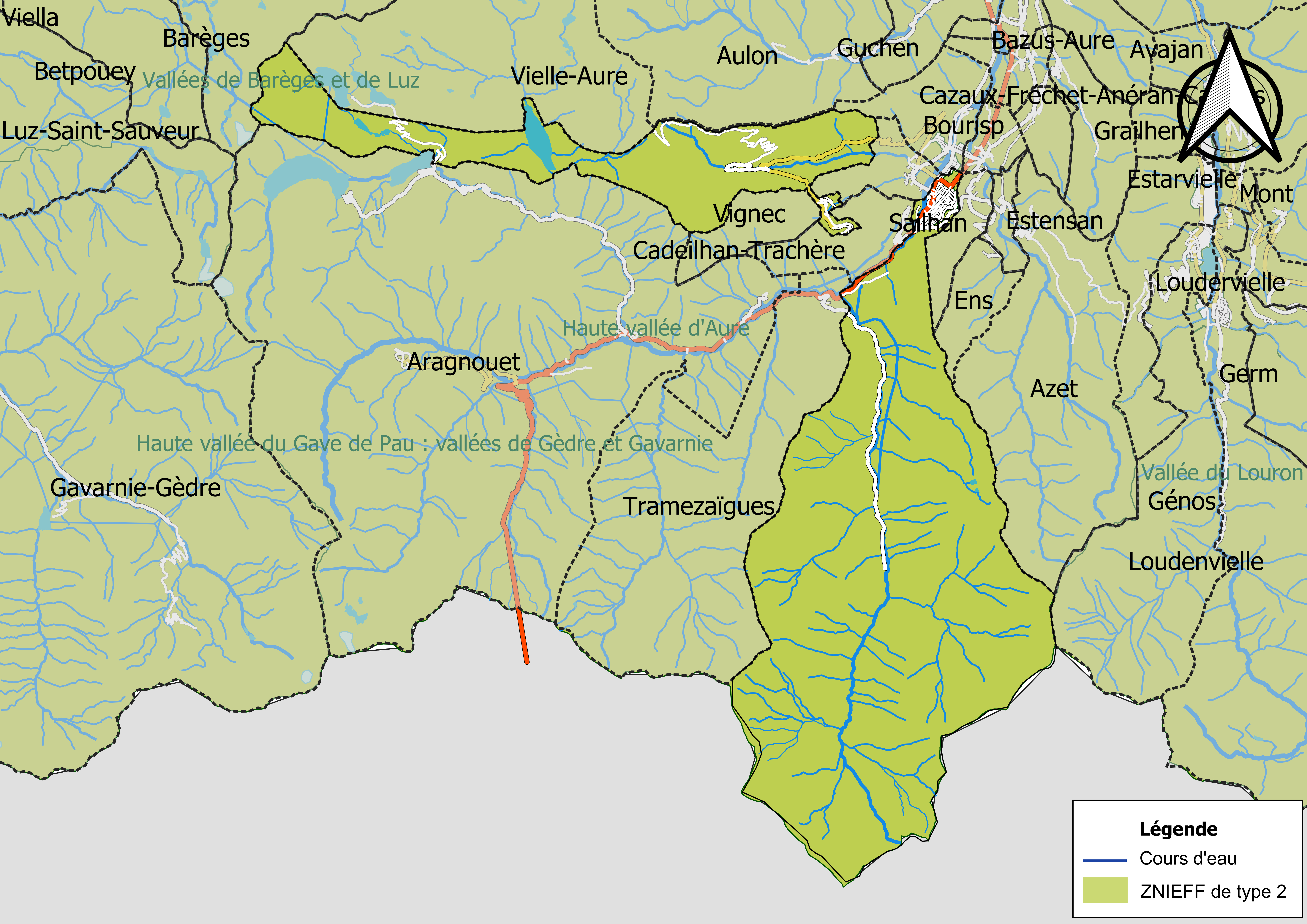
Carte des ZNIEFF de type 2 sur la commune.

## Urbanisme

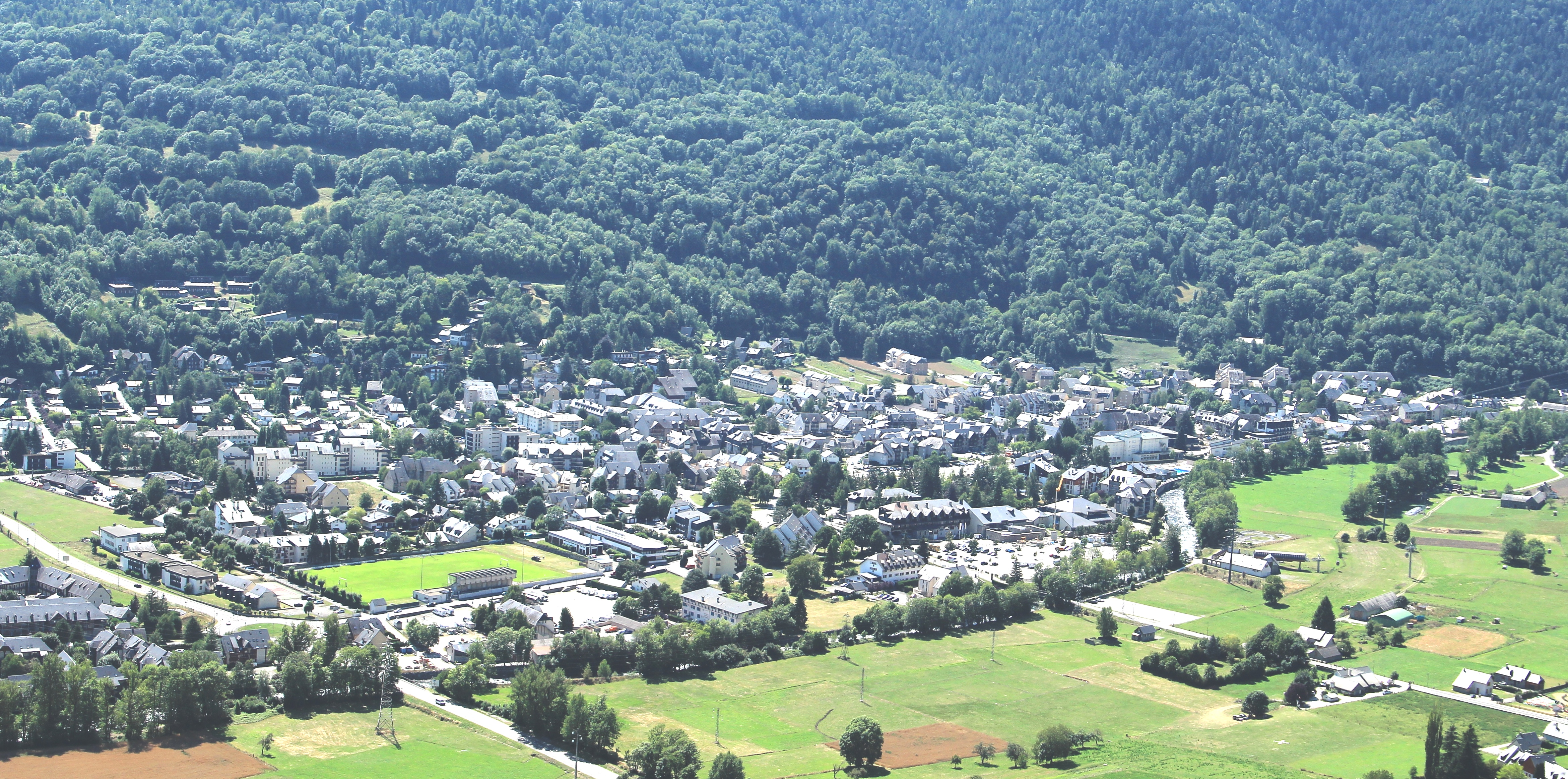
Vue générale du village.

### Typologie
Au 1er janvier 2024, Saint-Lary-Soulan est catégorisée commune rurale à habitat dispersé, selon la nouvelle grille communale de densité à sept niveaux définie par l'Insee en 2022.
Elle est située hors unité urbaine et hors attraction des villes,.

### Occupation des sols
L'occupation des sols de la commune, telle qu'elle ressort de la base de données européenne d’occupation biophysique des sols Corine Land Cover (CLC), est marquée par l'importance des forêts et milieux semi-naturels (97,6 % en 2018), une proportion identique à celle de 1990 (97,6 %). La répartition détaillée en 2018 est la suivante : 
espaces ouverts, sans ou avec peu de végétation (50,1 %), forêts (34,7 %), milieux à végétation arbustive et/ou herbacée (12,8 %), zones urbanisées (1,2 %), eaux continentales (1 %), zones agricoles hétérogènes (0,2 %).
L'IGN met par ailleurs à disposition un outil en ligne permettant de comparer l’évolution dans le temps de l’occupation des sols de la commune (ou de territoires à des échelles différentes). Plusieurs époques sont accessibles sous forme de cartes ou photos aériennes : la carte de Cassini (XVIIIe siècle), la carte d'état-major (1820-1866) et la période actuelle (1950 à aujourd'hui).

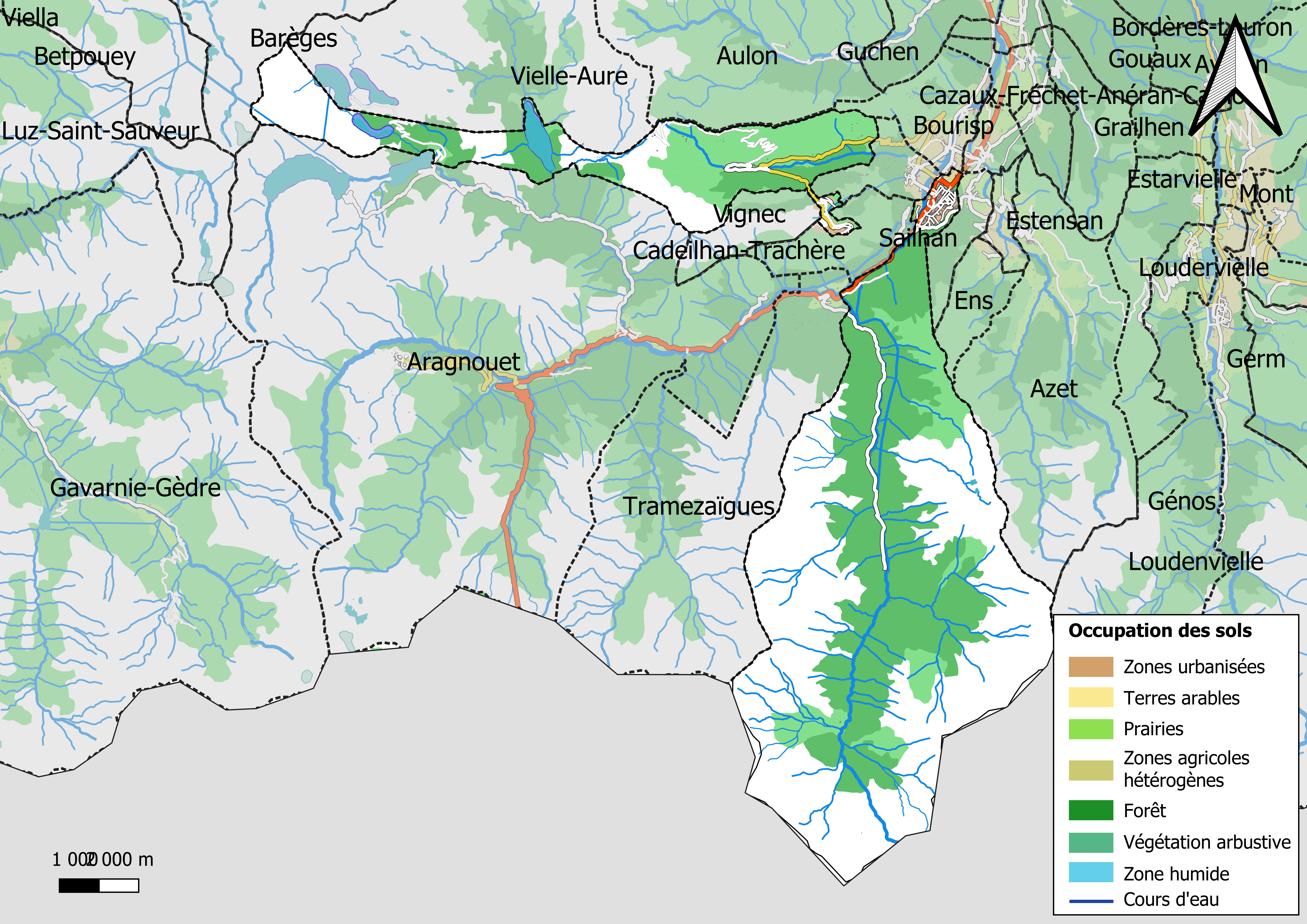
Carte des infrastructures et de l'occupation des sols en 2018 (CLC) de la commune.
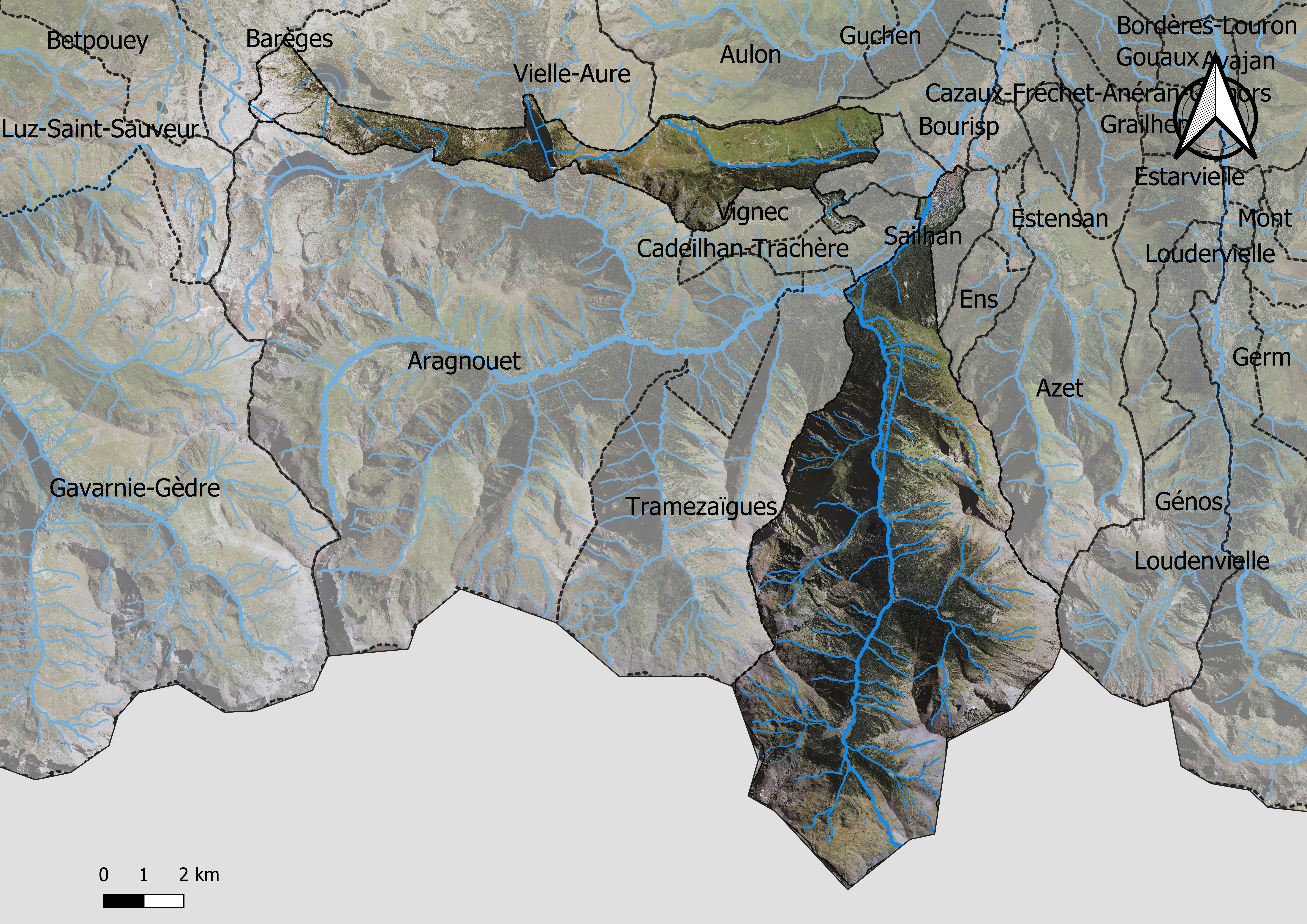
Carte orthophotogrammétrique de la commune.

### Voies de communication et transports
Saint-Lary est desservie par la route départementale D 929 et Soulan est desservie par la D 123.
Les deux parties de la commune sont rapidement reliées par deux téléphériques qui montent du bourg de Saint-Lary vers la station du Pla d’Adet, en passant au-dessus de la commune de Cadeilhan-Trachère ; l'autre chemin passe par la longue route tortueuse de montagne D 123, via la commune voisine de Vielle-Aure.

### Risques majeurs
Le territoire de la commune de Saint-Lary-Soulan est vulnérable à différents aléas naturels : météorologiques (tempête, orage, neige, grand froid, canicule ou sécheresse), inondations, feux de forêts, mouvements de terrains, avalanche  et séisme (sismicité moyenne). Il est également exposé à un risque technologique, la rupture d'un barrage, et à un risque particulier : le risque de radon. Un site publié par le BRGM permet d'évaluer simplement et rapidement les risques d'un bien localisé soit par son adresse soit par le numéro de sa parcelle.

#### Risques naturels
Certaines parties du territoire communal sont susceptibles d’être affectées par le risque d’inondation par débordement de cours d'eau, notamment le Neste et le Neste de Rioumajou. La cartographie des zones inondables en ex-Midi-Pyrénées réalisée dans le cadre du XIe contrat de plan État-région, visant à informer les citoyens et les décideurs sur le risque d’inondation, est accessible sur le site de la DREAL Occitanie. La commune a été reconnue en état de catastrophe naturelle au titre des dommages causés par les inondations et coulées de boue survenues en 1982, 1990, 1998, 1999, 2001, 2009 et 2013,.
Saint-Lary-Soulan est exposée au risque de feu de forêt. Un plan départemental de protection des forêts contre les incendies a été approuvé par arrêté préfectoral le 21 avril 2020 pour la période 2020-2029. Le précédent couvrait la période 2007-2017. L’emploi du feu est régi par deux types de réglementations. D’abord le code forestier et l’arrêté préfectoral du 27 octobre 2014, qui réglementent l’emploi du feu à moins de 200 m des espaces naturels combustibles sur l’ensemble du département. Ensuite celle établie dans le cadre de la lutte contre la pollution de l’air, qui interdit le brûlage des déchets verts des particuliers. L’écobuage est quant à lui réglementé dans le cadre de commissions locales d’écobuage (CLE).

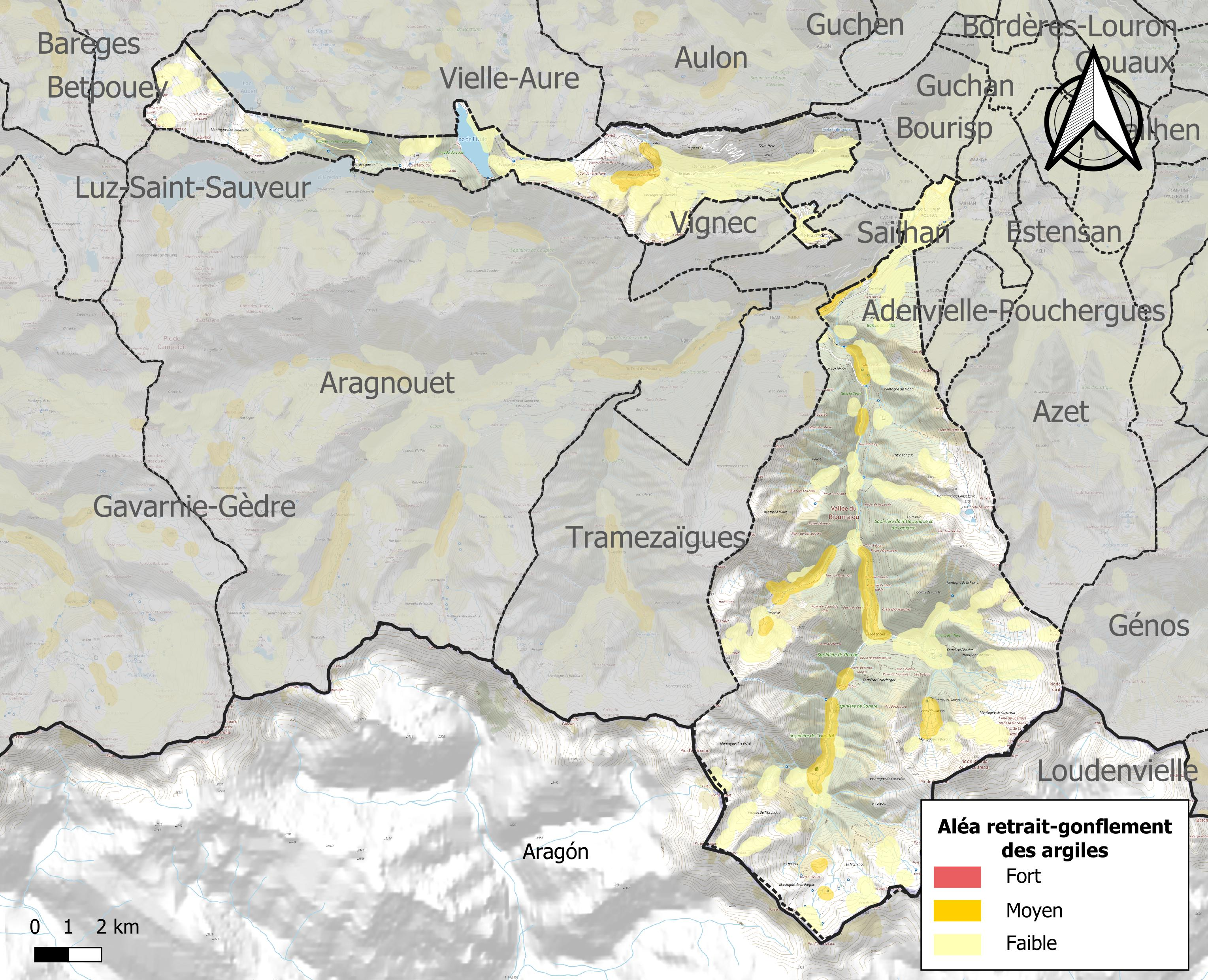
Carte des zones d'aléa retrait-gonflement des sols argileux de Saint-Lary-Soulan.

Les mouvements de terrains susceptibles de se produire sur la commune sont des mouvements de sols liés à la présence d'argile et des tassements différentiels.
Le retrait-gonflement des sols argileux est susceptible d'engendrer des dommages importants aux bâtiments en cas d’alternance de périodes de sécheresse et de pluie. 4,3 % de la superficie communale est en aléa moyen ou fort (44,5 % au niveau départemental et 48,5 % au niveau national). Sur les 383 bâtiments dénombrés sur la commune en 2019, 3 sont en aléa moyen ou fort, soit 1 %, à comparer aux 75 % au niveau départemental et 54 % au niveau national. Une cartographie de l'exposition du territoire national au retrait gonflement des sols argileux est disponible sur le site du BRGM,.
Par ailleurs, afin de mieux appréhender le risque d’affaissement de terrain, l'inventaire national des cavités souterraines permet de localiser celles situées sur la commune.
Concernant les mouvements de terrains, la commune a été reconnue en état de catastrophe naturelle au titre des dommages causés par des mouvements de terrain en 1999, 2009 et 2013 et par des glissements de terrain en 1992.
La commune est exposée aux risques d'avalanche. Les habitants exposés à ce risque doivent se renseigner, en mairie, de l’existence d’un plan de prévention des risques avalanches (PPRA). Le cas échéant, identifier les mesures applicables à l'habitation, identifier, au sein de l'habitation, la pièce avec la façade la moins exposée à l’aléa pouvant faire office, au besoin, de zone de confinement et équiper cette pièce avec un kit de situation d’urgence,.

#### Risques technologiques
La commune est en outre située en aval d'un barrage de classe A. À ce titre elle est susceptible d’être touchée par l’onde de submersion consécutive à la rupture de cet ouvrage.

#### Risque particulier
Dans plusieurs parties du territoire national, le radon, accumulé dans certains logements ou autres locaux, peut constituer une source significative d’exposition de la population aux rayonnements ionisants. Certaines communes du département sont concernées par le risque radon à un niveau plus ou moins élevé. Selon la classification de 2018, la commune de Saint-Lary-Soulan est classée en zone 3, à savoir zone à potentiel radon significatif.

## Toponymie

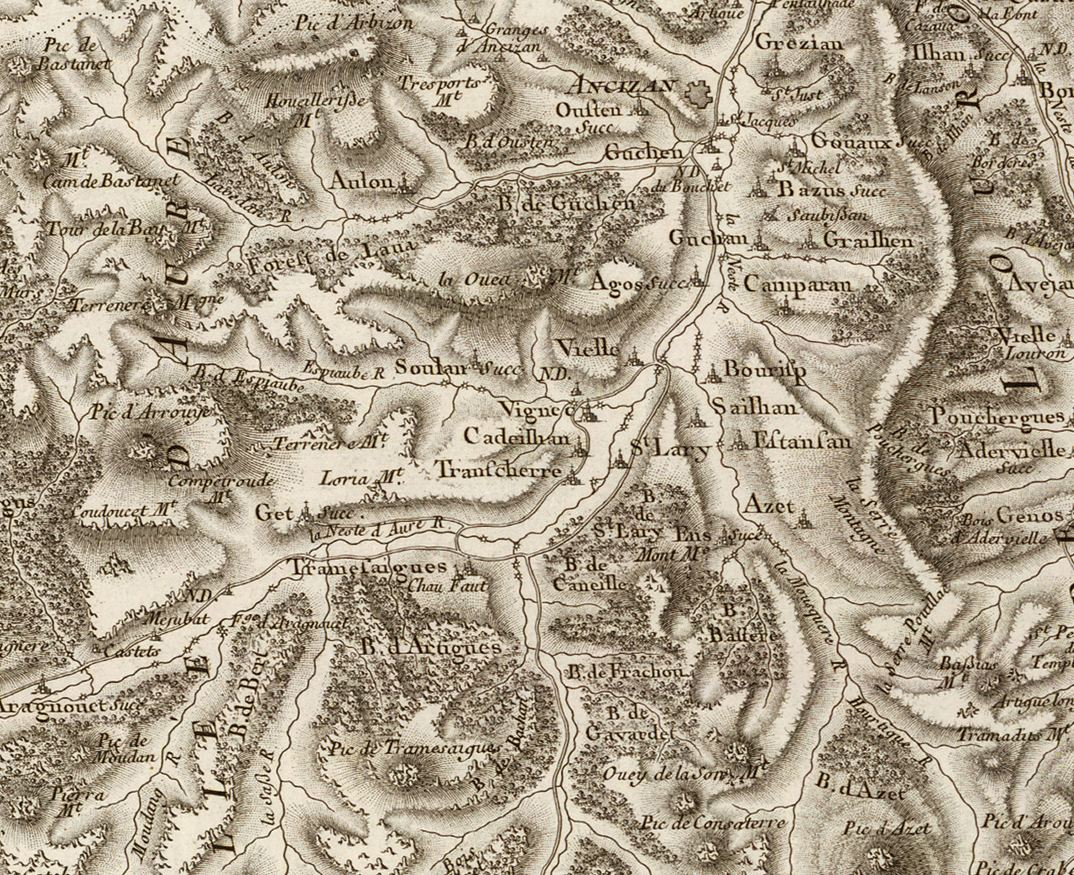
Extrait de la carte de Cassini (entre 1756 et 1789) situant Saint-Lary et Soulan.

On trouvera les principales informations dans le Dictionnaire toponymique des communes des Hautes-Pyrénées de Michel Grosclaude et Jean-François Le Nail qui rapporte les dénominations historiques des villages :

### Saint-Lary
Dénominations historiques :
- Enard de Sant Ylari, Ernald de Sancti Hylarii1 (XIIe siècle, cartulaire de Bigorre) ;
- De Sancto Ylario, latin (1387, pouillé du Comminges) ;
- Senlari (1743, registres paroissiaux) ;
- Saint-Lari (1767, cartulaire Comminges).

Étymologie : du gascon Sent Ilari, avec aphérèse (= Saint Hilaire).
Nom occitan : Sent Lari.

### Soulan
Dénomination historique :
- De Solano, latin (1387, pouillé du Comminges).

Étymologie : mot gascon solan (= lieu ensoleillé).
Nom occitan : Sola.

## Histoire

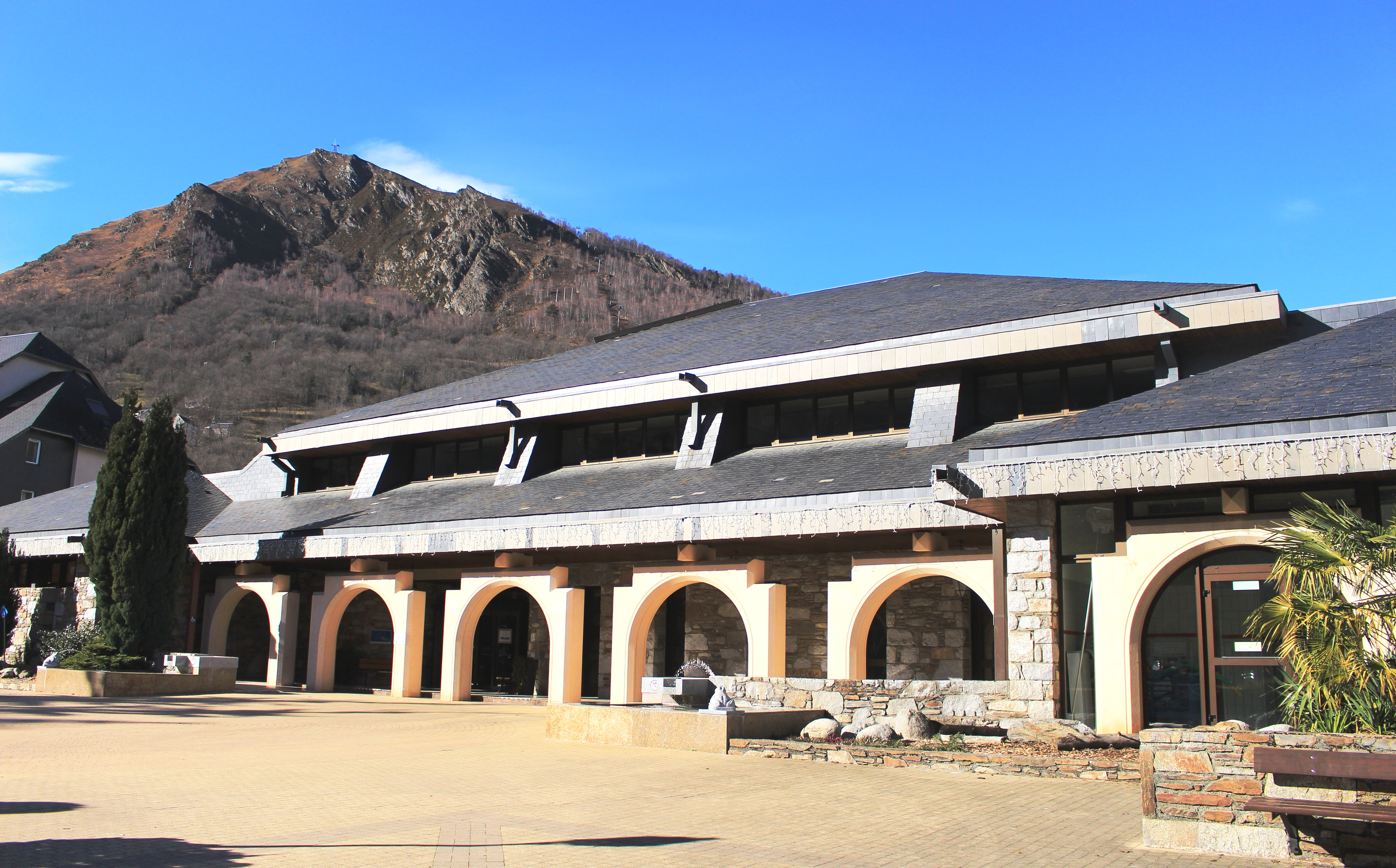
Les thermes en 2018.

Saint-Lary-Soulan résulte de la fusion des communes de Saint-Lary et de Soulan en 1963, entrée en vigueur le 1er janvier 1964, fusion réalisée pour permettre l'extension de la station de ski au Pla d’Adet pour la construction des téléphériques depuis Saint-Lary, les terrains skiables de la commune étant situés dans l'exclave de Soulan.
Une petite partie des communes voisines de Cadeilhan-Trachère et de Vignec est démembrée pour former la station du Pla d’Adet, la commune de Vignec étant alors coupée en deux par l'extension de Soulan, mais conservant dans sa nouvelle exclave du sud la partie orientale du domaine skiable (et de ses remontées mécaniques) les plus proches de la nouvelle station, l'autre partie occidentale du domaine skiable étant essentiellement sur Soulan mais accessible uniquement via ces remontées de Vignec.
La partie nord-ouest du domaine skiable (sur la face sud du pic du Pichaley) est réalisée plus tard sur la commune de Vielle-Aure, mais n'est accessible depuis la station du Pla d’Adet que par les remontées installées sur la nouvelle exclave de Vignec, puis celles de Soulan jusqu'au lieu-dit de la Combe Saboure (séparant Soulan de Vielle-Aure) qui surplombe l'est du lac de l’Oule (formé un demi-siècle avant par la construction de son barrage hydroélectrique).

## Politique et administration

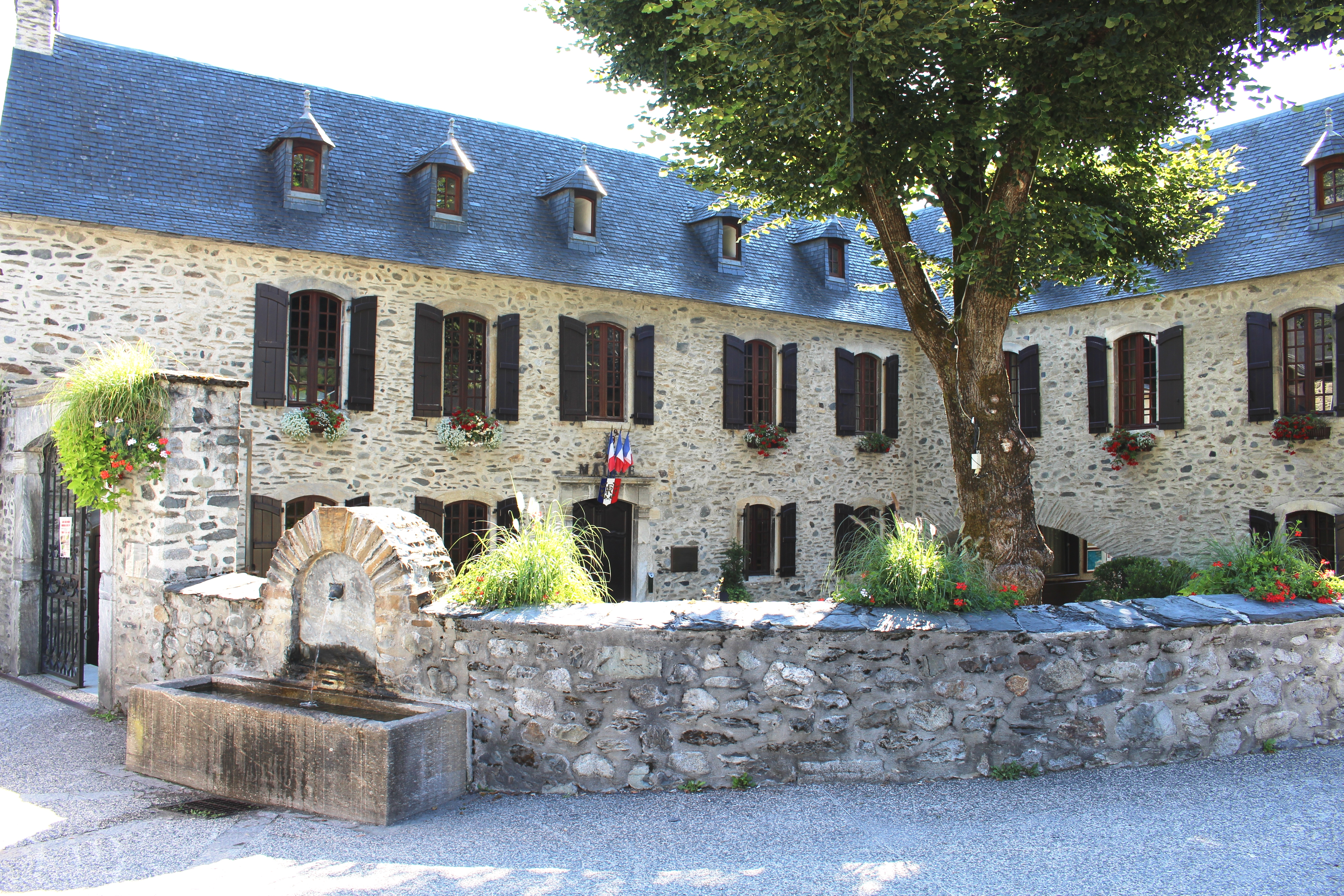
La mairie de Saint-Lary en 2015.

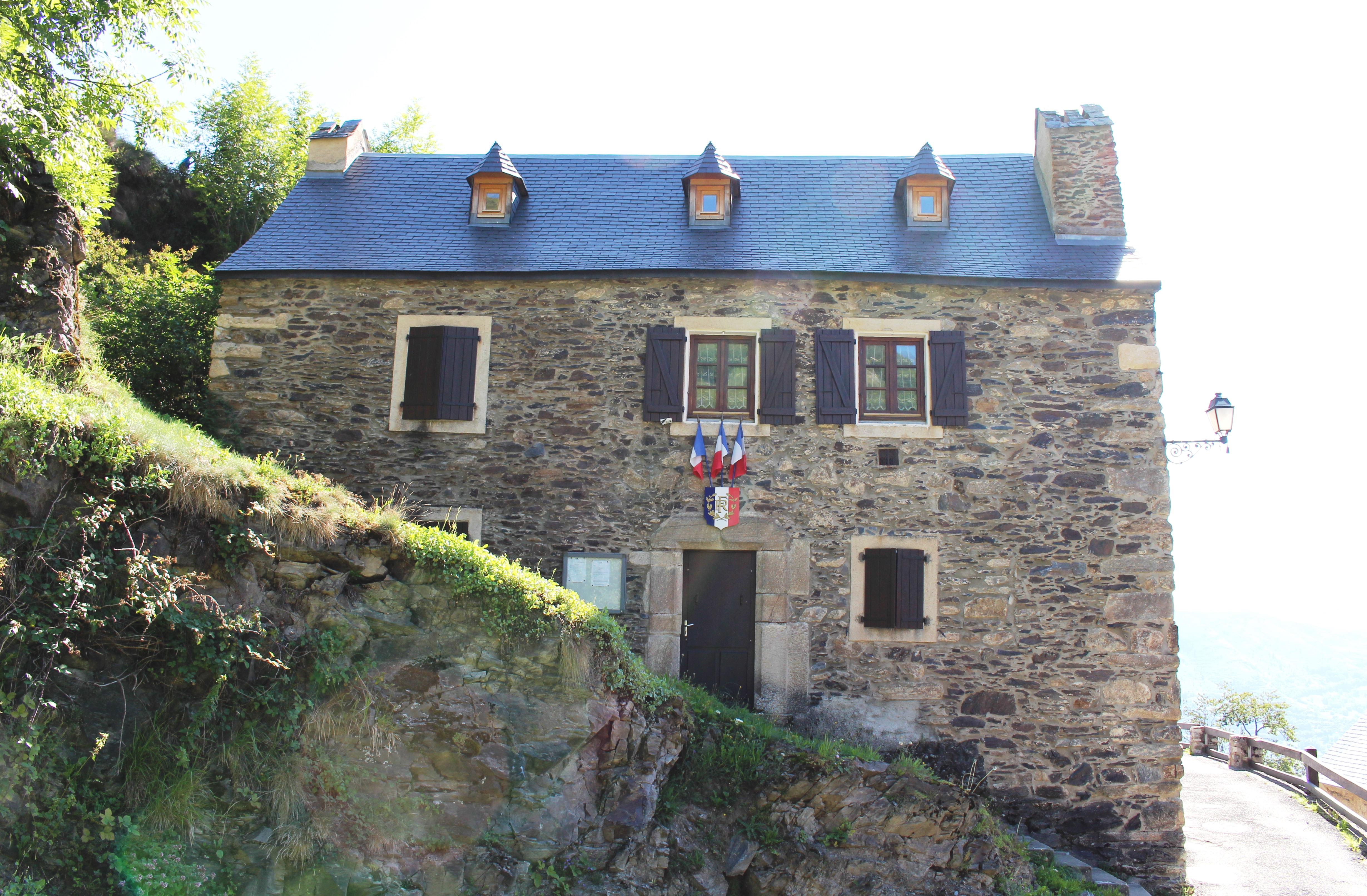
La mairie de Soulan en 2015.

### Liste des maires
| Période                                  | Période   | Identité       | Étiquette | Qualité                                              |
| ---------------------------------------- | --------- | -------------- | --------- | ---------------------------------------------------- |
| Les données manquantes sont à compléter. |           |                |           |                                                      |
|                                          |           |                |           |                                                      |
| 1945                                     | 1991      | Vincent Mir    | DVD       |                                                      |
| 1991                                     | mars 2020 | Jean-Henri Mir | DVD       | Joueur de rugby à XV en équipe de France (1967-1968) |
| mars 2020                                | En cours  | André Mir      |           |                                                      |

### Rattachements administratifs et électoraux

#### Historique administratif
Sénéchaussée d'Auch, pays des Quatre-Vallées, vallée d'Aure, canton d'Arreau puis de Vielle-Aure (1790-2014).

#### Intercommunalité
Saint-Lary-Soulan fait partie de la communauté de communes Aure Louron, créée au 1er janvier 2017 et qui réunit 46 communes.

### Jumelages
La commune de Saint-Lary-Soulan est jumelée avec la commune de :
- Boltaña (Espagne).

## Population et société

### Démographie
L'évolution du nombre d'habitants est connue à travers les recensements de la population effectués dans la commune depuis 1793. Pour les communes de moins de 10 000 habitants, une enquête de recensement portant sur toute la population est réalisée tous les cinq ans, les populations de référence des années intermédiaires étant quant à elles estimées par interpolation ou extrapolation. Pour la commune, le premier recensement exhaustif entrant dans le cadre du nouveau dispositif a été réalisé en 2005.

En 2022, la commune comptait 837 habitants, en évolution de −0,83 % par rapport à 2016 (Hautes-Pyrénées : +1,59 %, France hors Mayotte : +2,11 %).
| 1793 | 1800 | 1806 | 1821 | 1831 | 1836 | 1841 | 1846 | 1851 |
| ---- | ---- | ---- | ---- | ---- | ---- | ---- | ---- | ---- |
| 270  | 133  | 196  | 207  | 233  | 223  | 211  | 226  | 227  |

| 1856 | 1861 | 1866 | 1872 | 1876 | 1881 | 1886 | 1891 | 1896 |
| ---- | ---- | ---- | ---- | ---- | ---- | ---- | ---- | ---- |
| 240  | 249  | 248  | 236  | 250  | 269  | 234  | 230  | 235  |

| 1901 | 1906 | 1911 | 1921 | 1926 | 1931 | 1936 | 1946 | 1954 |
| ---- | ---- | ---- | ---- | ---- | ---- | ---- | ---- | ---- |
| 241  | 205  | 212  | 231  | 263  | 260  | 282  | 414  | 633  |

| 1962 | 1968 | 1975 | 1982 | 1990  | 1999  | 2005  | 2006  | 2010 |
| ---- | ---- | ---- | ---- | ----- | ----- | ----- | ----- | ---- |
| 556  | 687  | 710  | 921  | 1 108 | 1 024 | 1 084 | 1 073 | 885  |

| 2015 | 2020 | 2022 | - | - | - | - | - | - |
| ---- | ---- | ---- | - | - | - | - | - | - |
| 854  | 838  | 837  | - | - | - | - | - | - |

### Sports

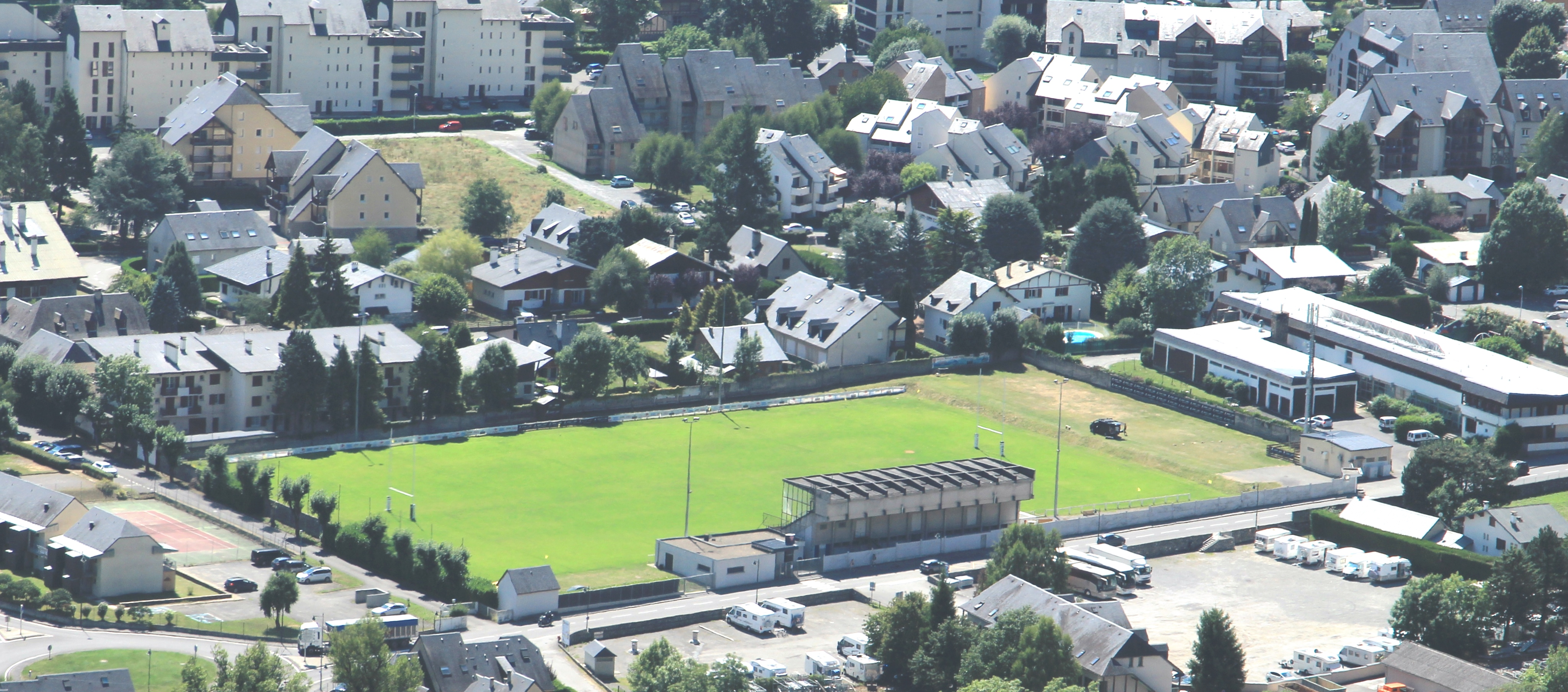
Le stade de rugby Pierre Bacqué en 2021.

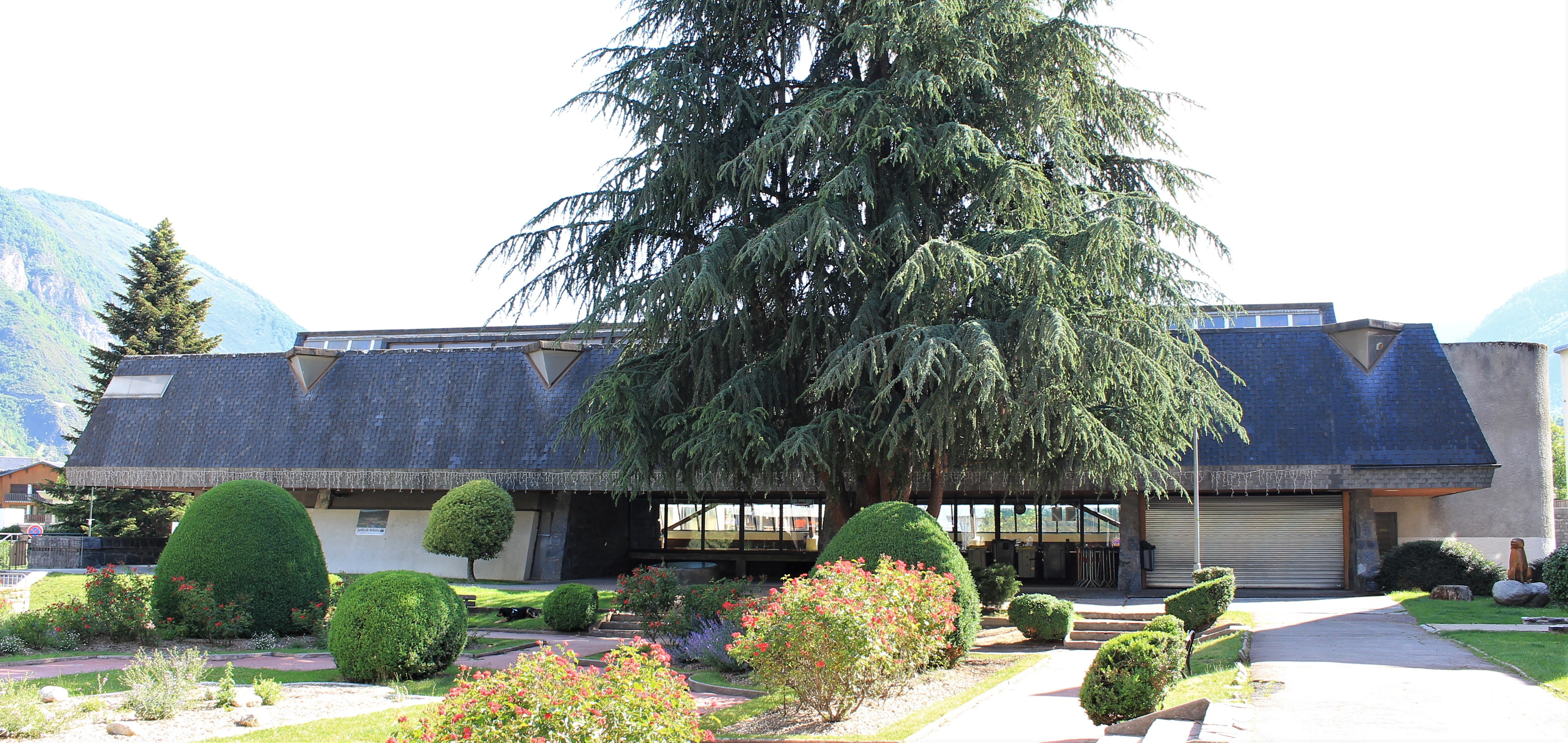
Le gymnase en 2022.

Rugby à XV
- Le Club olympique Saint-Lary-Soulan, engagé en 3e division fédérale pour la saison 2017-2018.

#### Trail- Running
La commune est le théâtre fin juin du Patou Trail depuis 2017. Cette course de trail running se déroule sur 3 jours avec au programme kilomètre vertical, Skyrace & format Marathon, la course phare.

### Enseignement
La commune dépend de l'académie de Toulouse. Elle dispose d’une école depuis 1833.
- École maternelle.

### Santé
La commune de Saint-Lary Soulan dispose d'une maison de la Santé depuis décembre 2019. Cette maison regroupe différents corps de métiers (médecin généraliste, kinésithérapeute, ophtalmologue etc.).

## Économie

### Revenus
En 2018, la commune compte 337 ménages fiscaux, regroupant 558 personnes. La médiane du revenu disponible par unité de consommation est de 21 670 € (20 420 € dans le département).

### Emploi
|                | 2008  | 2013  | 2018  |
| -------------- | ----- | ----- | ----- |
| Commune        | 3,8 % | 6 %   | 3 %   |
| Département    | 7,7 % | 9,4 % | 9,8 % |
| France entière | 8,3 % | 10 %  | 10 %  |

En 2018, la population âgée de 15 à 64 ans s'élève à 581 personnes, parmi lesquelles on compte 87,1 % d'actifs (84,1 % ayant un emploi et 3 % de chômeurs) et 12,9 % d'inactifs,. Depuis 2008, le taux de chômage communal (au sens du recensement) des 15-64 ans est inférieur à celui de la France et du département.
La commune est hors attraction des villes,. Elle compte 1 327 emplois en 2018, contre 1 371 en 2013 et 1 300 en 2008. Le nombre d'actifs ayant un emploi résidant dans la commune est de 501, soit un indicateur de concentration d'emploi de 264,6 % et un taux d'activité parmi les 15 ans ou plus de 65,6 %.
Sur ces 501 actifs de 15 ans ou plus ayant un emploi, 401 travaillent dans la commune, soit 80 % des habitants. Pour se rendre au travail, 35,7 % des habitants utilisent un véhicule personnel ou de fonction à quatre roues, 7,7 % les transports en commun, 42,3 % s'y rendent en deux-roues, à vélo ou à pied et 14,3 % n'ont pas besoin de transport (travail au domicile).

### Activités
La commune dispose d'une piscine extérieure, ouverte uniquement pendant la période estivale. L'établissement dispose d'un bassin de 25m doté de 3 plongeoirs (deux planches de 1 mètre et 3 mètres et une plate-forme de 5 mètres), ainsi que d'une pataugeoire.

### Domaine skiable

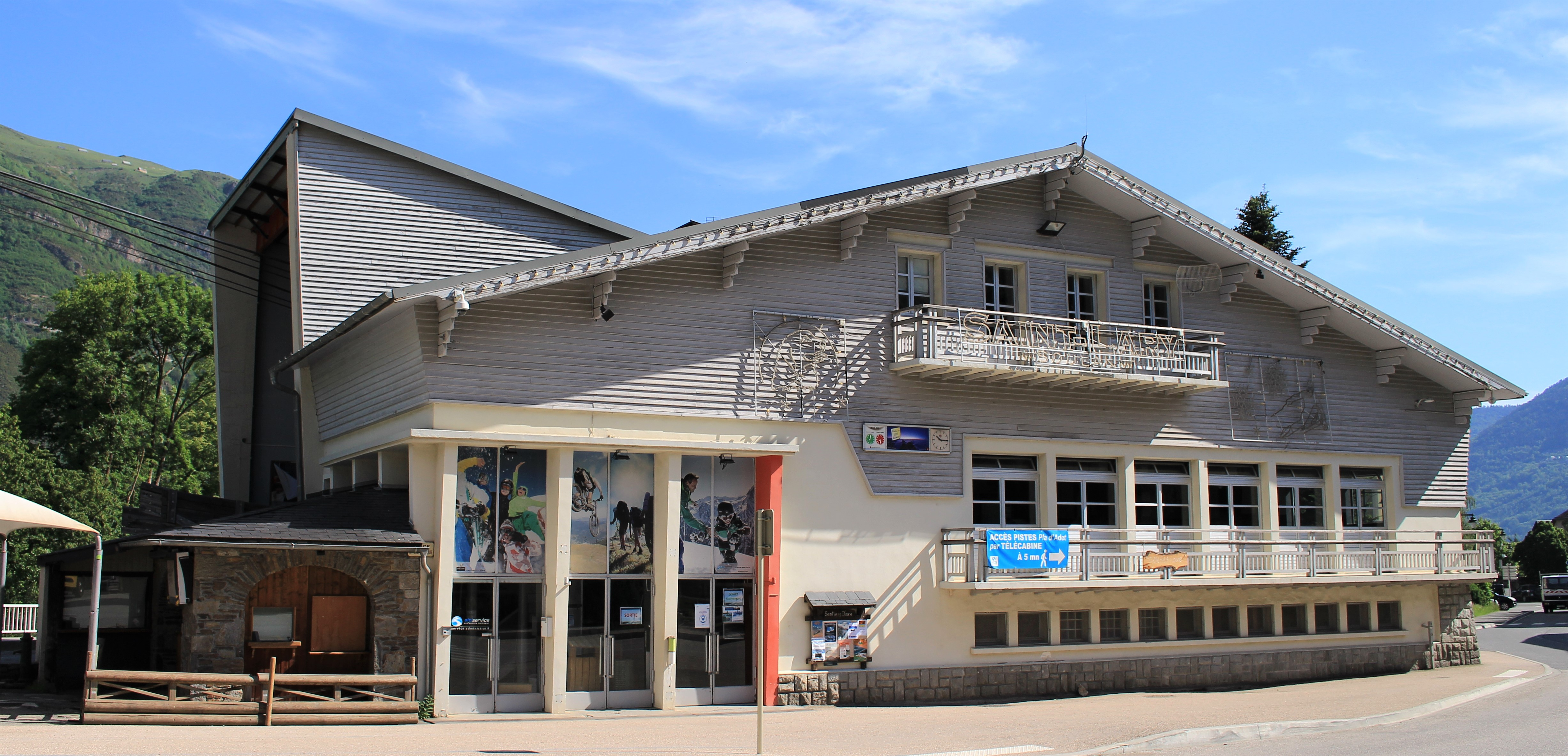
Le téléphérique.

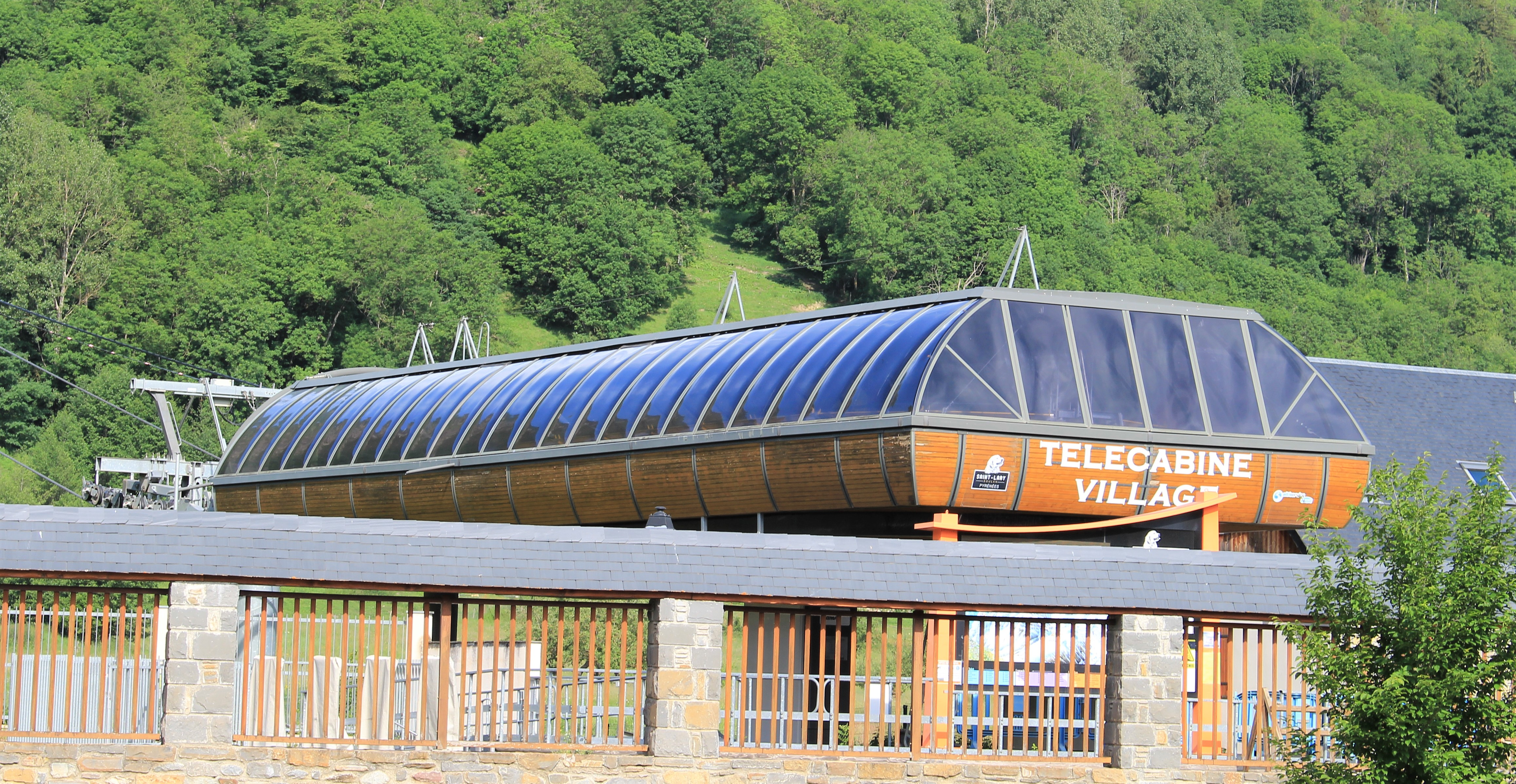
La télécabine.

Le domaine skiable de Saint-Lary-Soulan se trouve à 1 700 mètres d'altitude, au Pla d'Adet et à Espiaube. Il est accessible par téléphérique ou par route.
Différentes activités sont aussi disponibles dans cette station : trois kilomètres de promenades à pied, des thermes, un espace ludique Sensoria Rio mais aussi deux musées, celui de l'ours et celui du patrimoine.

## Culture locale et patrimoine

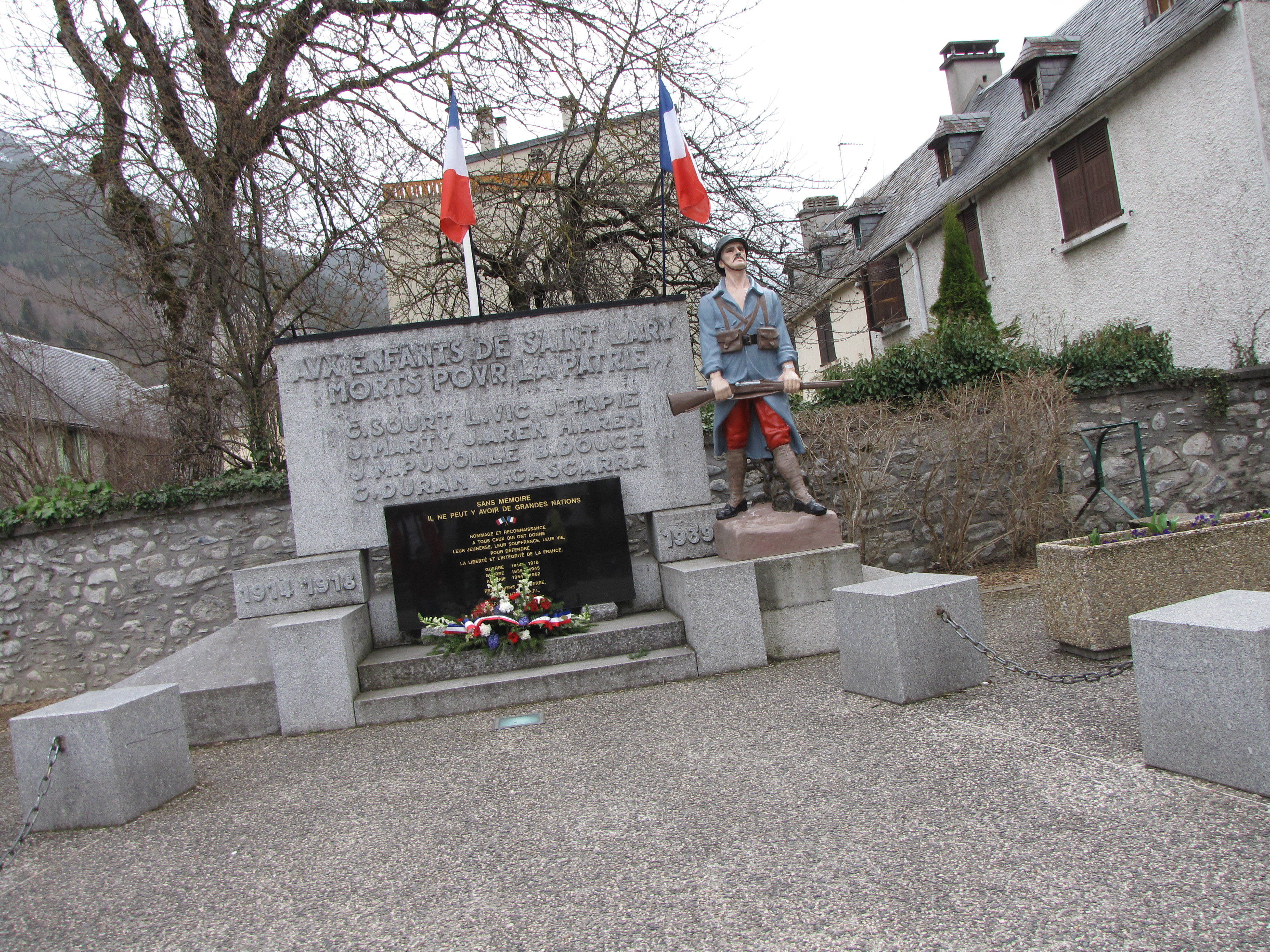
Le monument aux morts.

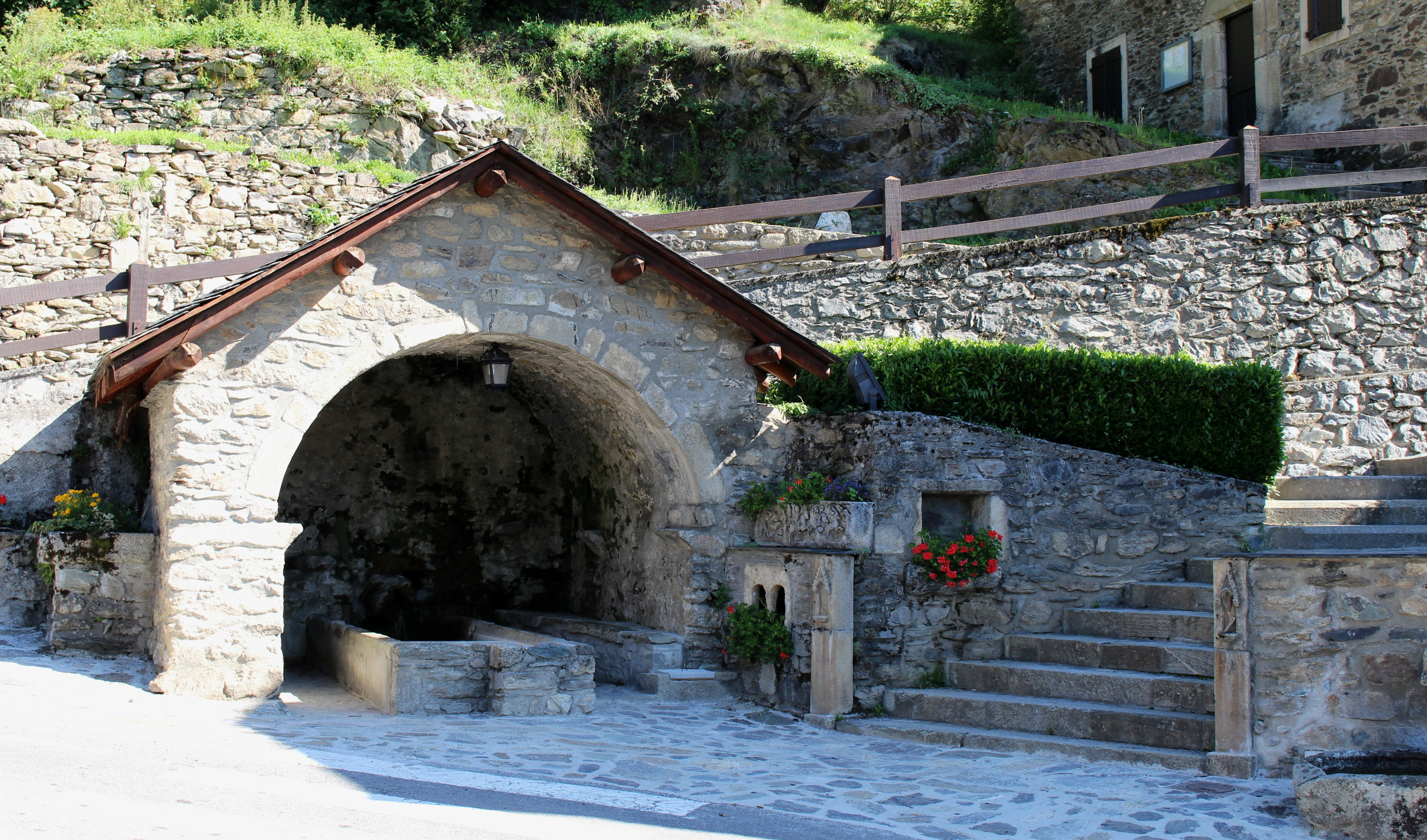
Le lavoir de Soulan en 2015.

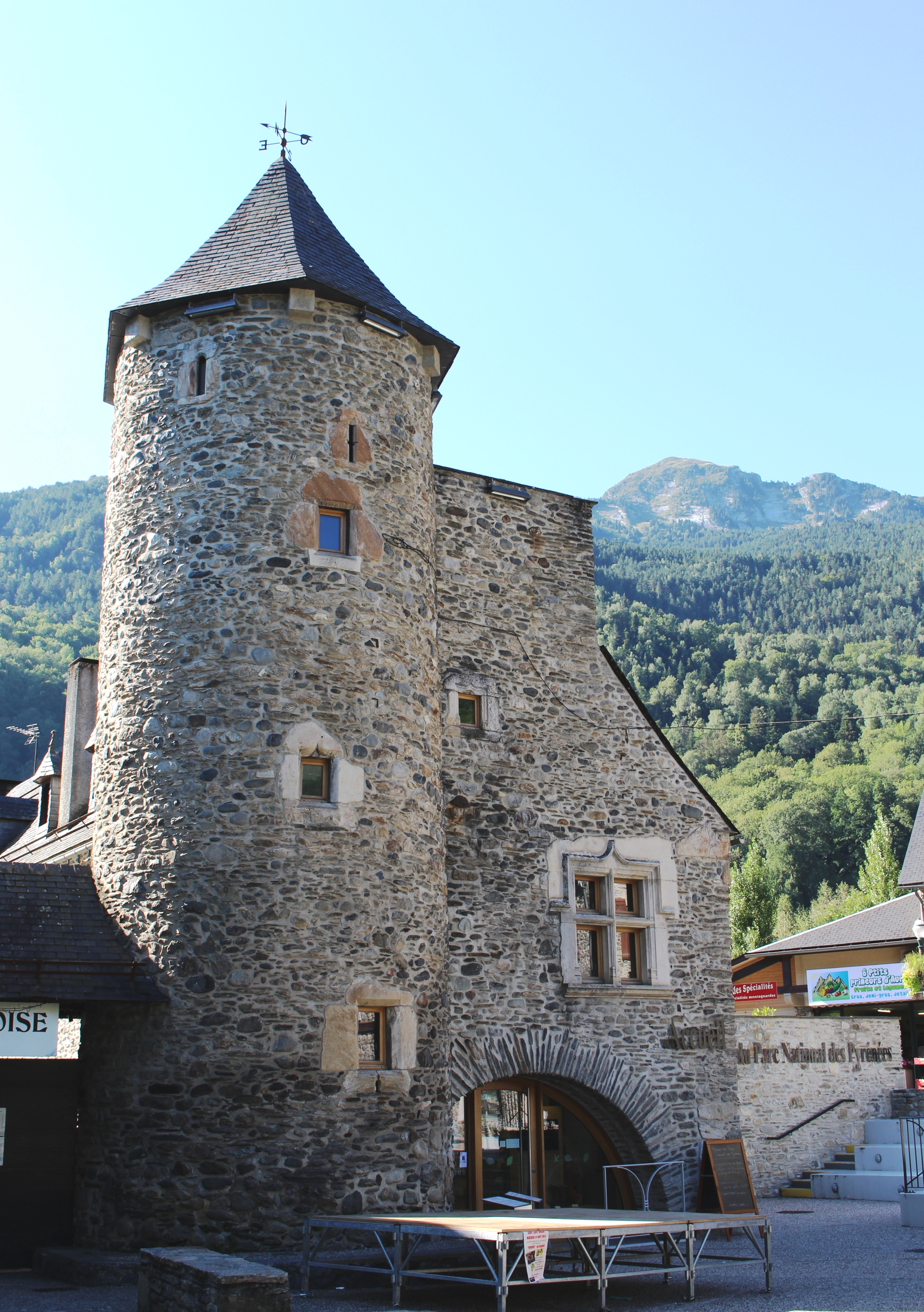
La tour Hachan.

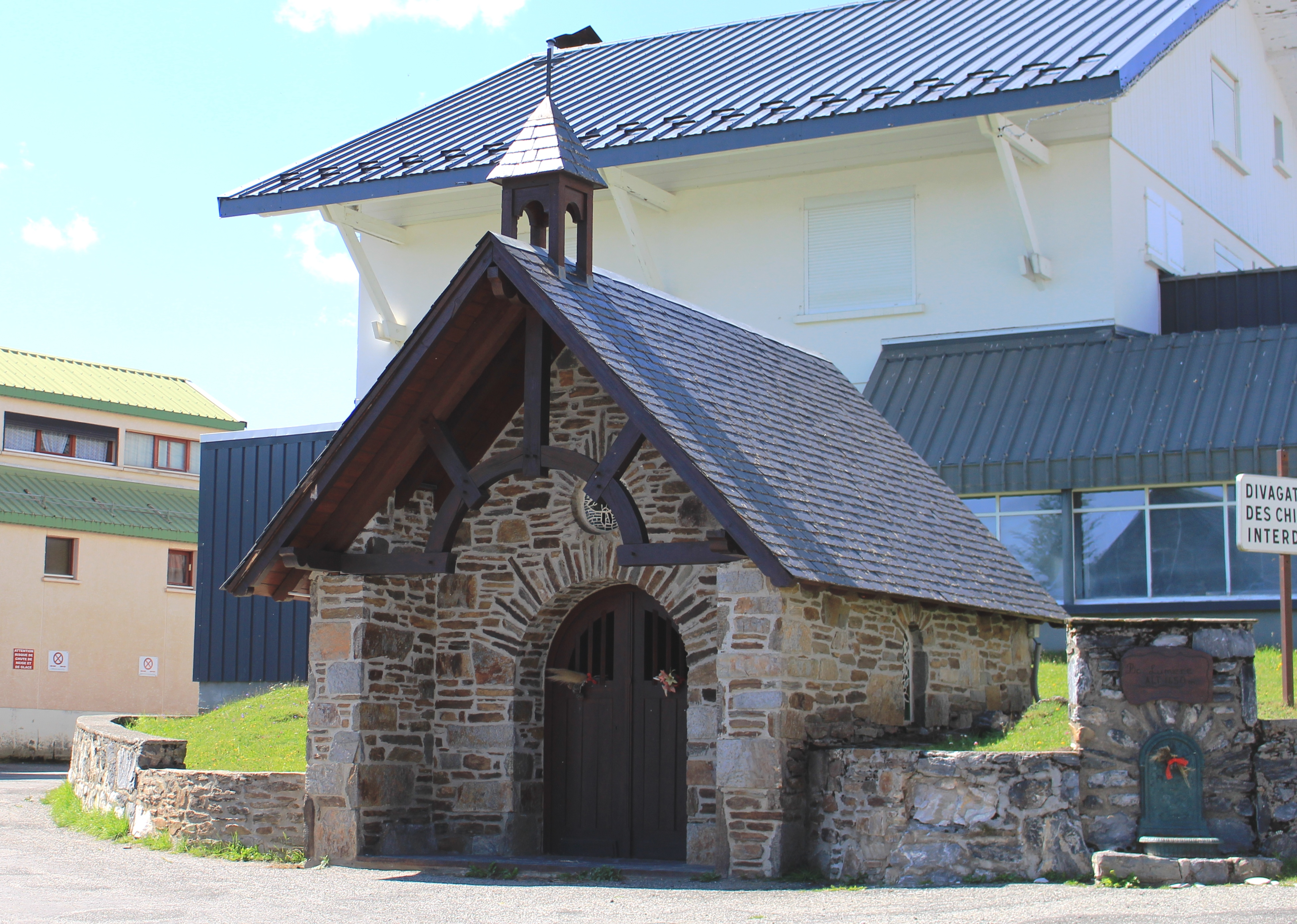
La chapelle du Pla d'Adet.

### Lieux et monuments
- Thermes de Saint-Lary-Soulan.
- Tour Hachan, qui abrite la maison du parc national des Pyrénées.
- Station de sports d'hiver de Saint-Lary-Soulan : le Pla d'Adet (1 700 m), Soum de Matte et Espiaube (1 900 m), et Vallon du Portet (2 380 m d'altitude).
- Chapelle Sainte-Marie de Saint-Lary (ou Notre-Dame du Bouchet, ou Notre-Dame du Mont-Carmel), XIXe siècle[68].
- La chapelle du Pla d'Adet.
- Église Saint-Bertrand-de-Comminges de Saint-Lary, XXe siècle[69].
- Église Saint-Pierre de Soulan, XVIIe siècle, avec un tympan roman[70].
- Hospice du Rioumajou
- Moulin à eau.
- Le monument aux morts municipal œuvre de Charles-Henri Pourquet.

Sélection de vues des équipements municipaux
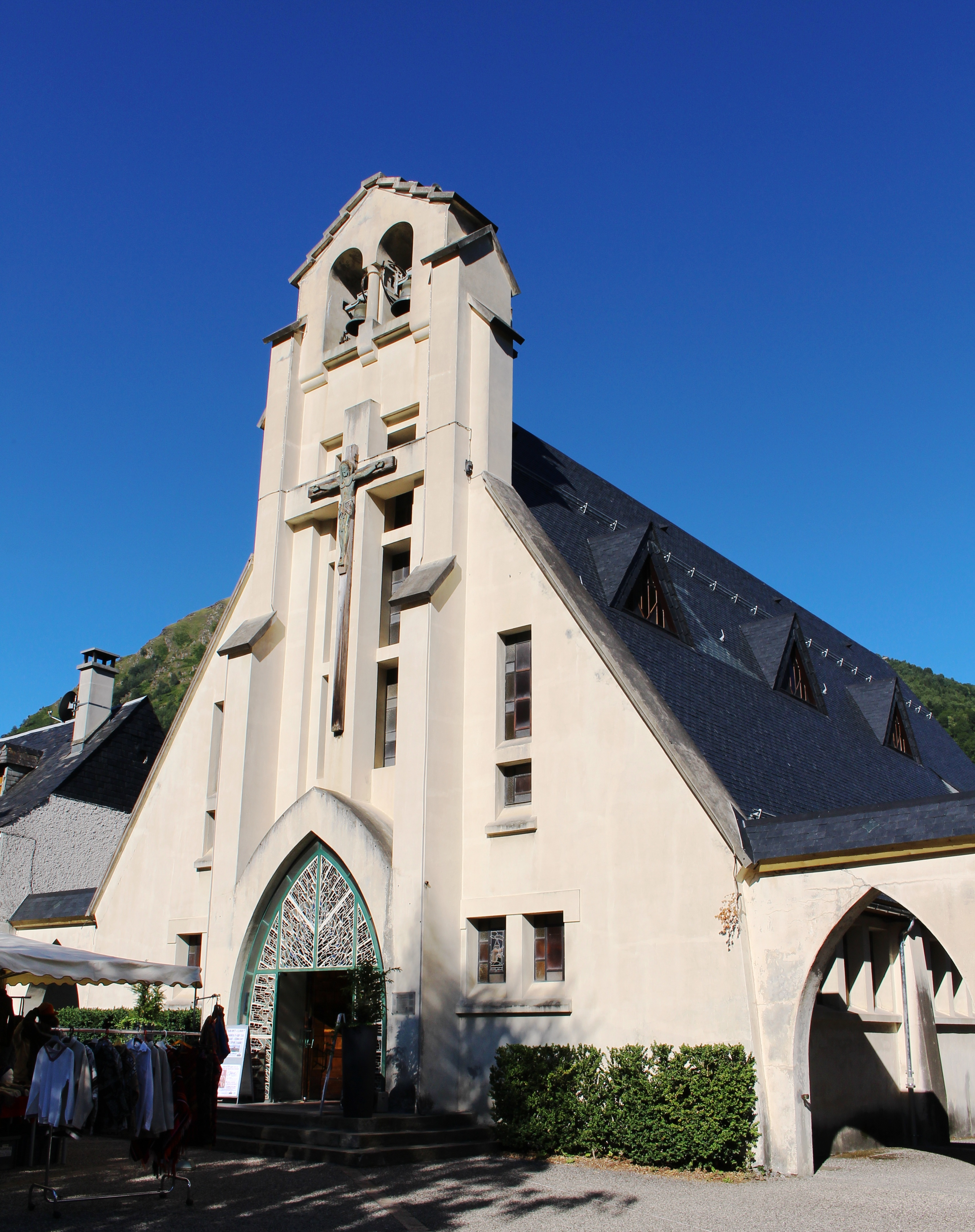
L'église Saint-Bertrand-de-Comminges.
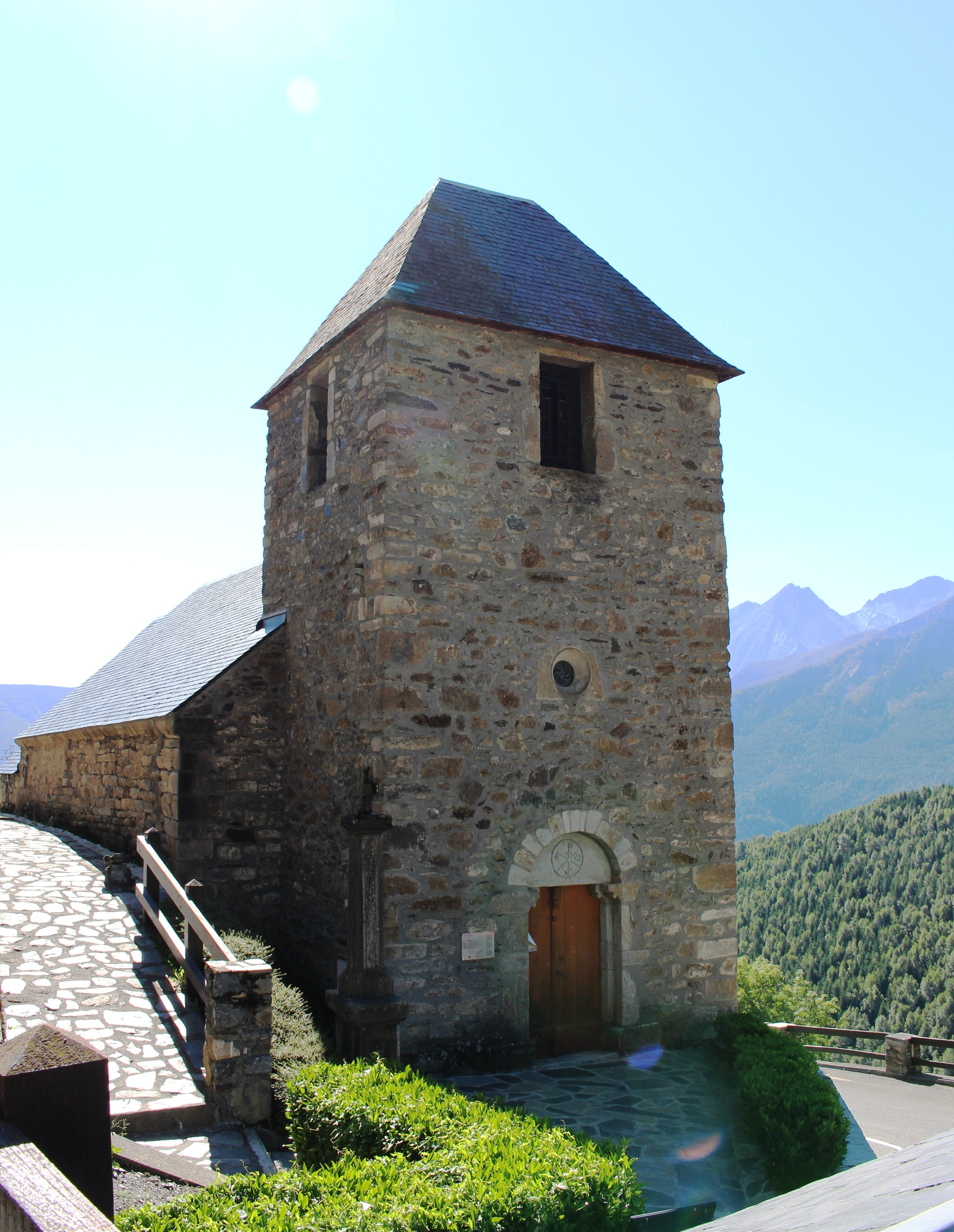
L'église Saint-Pierre.
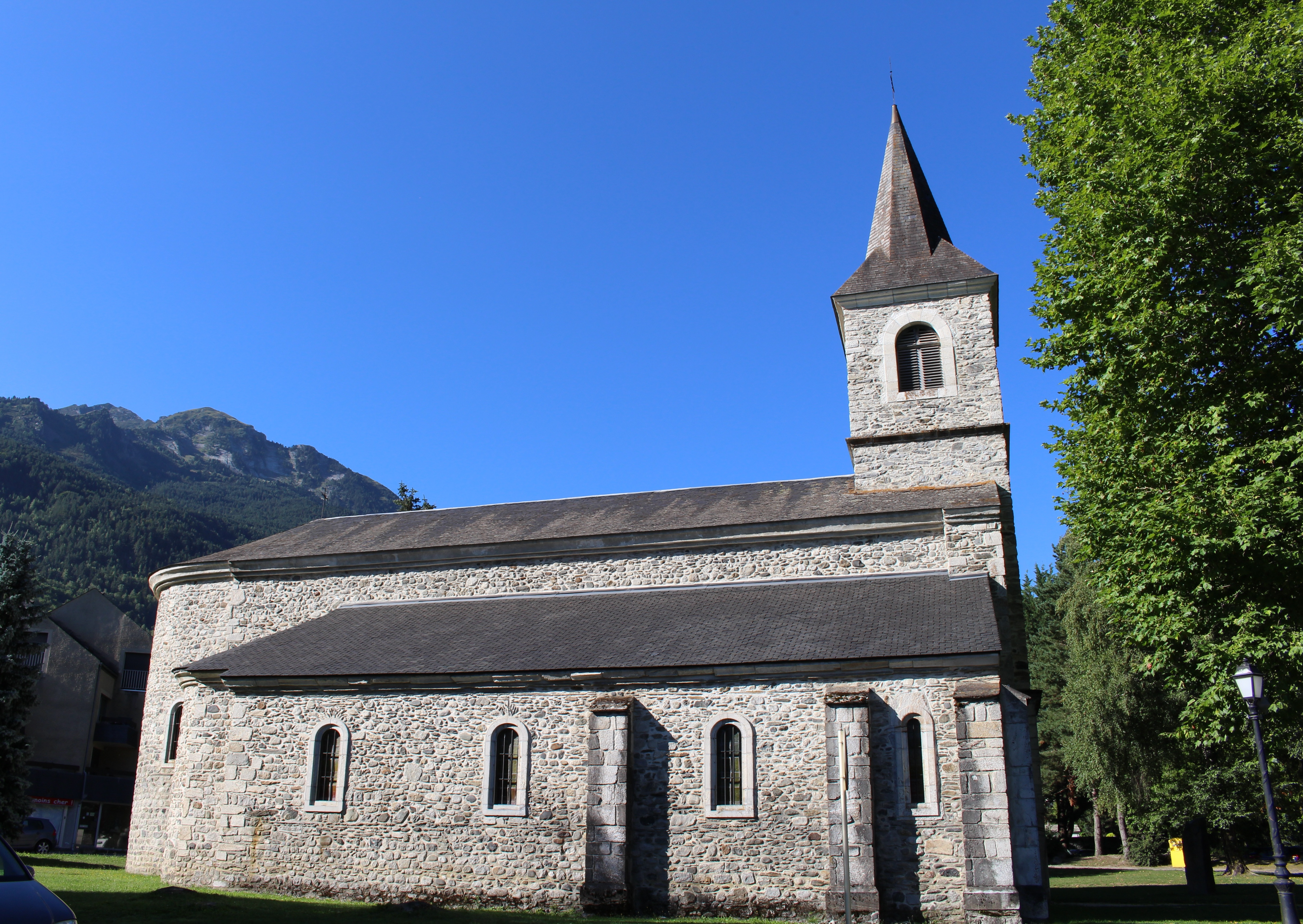
La chapelle Sainte-Marie.
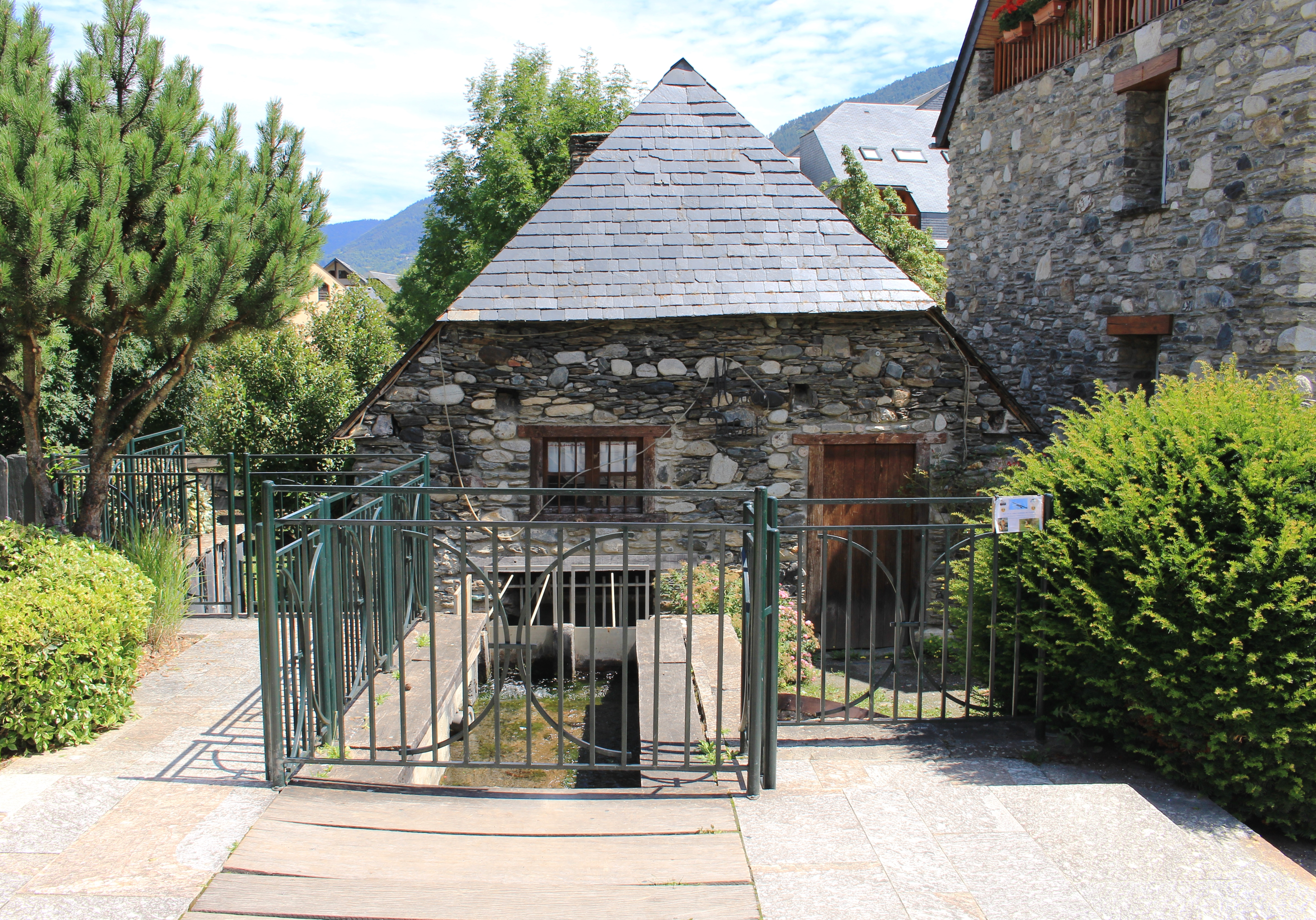
Le moulin à eau.
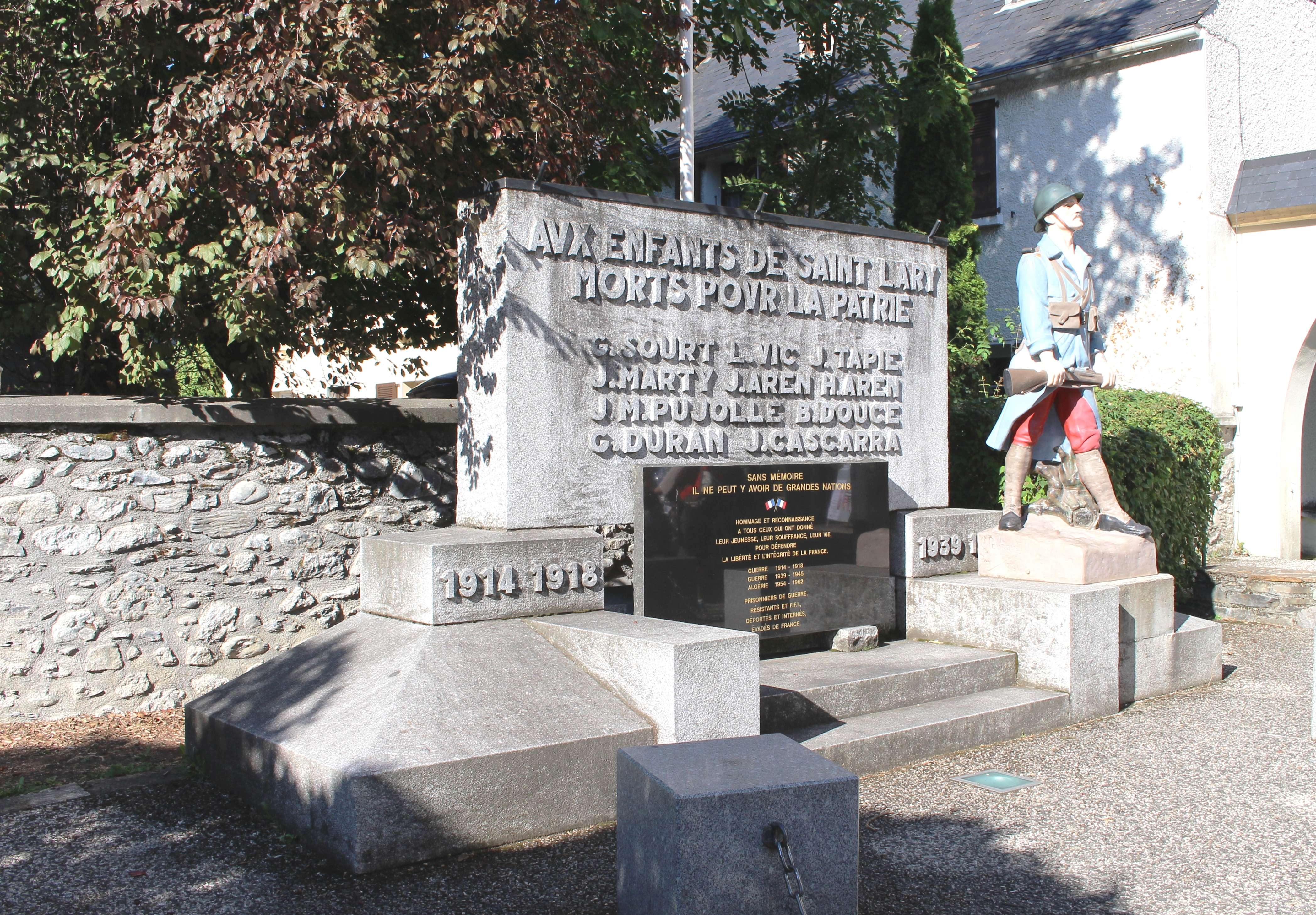
Le monument aux morts.
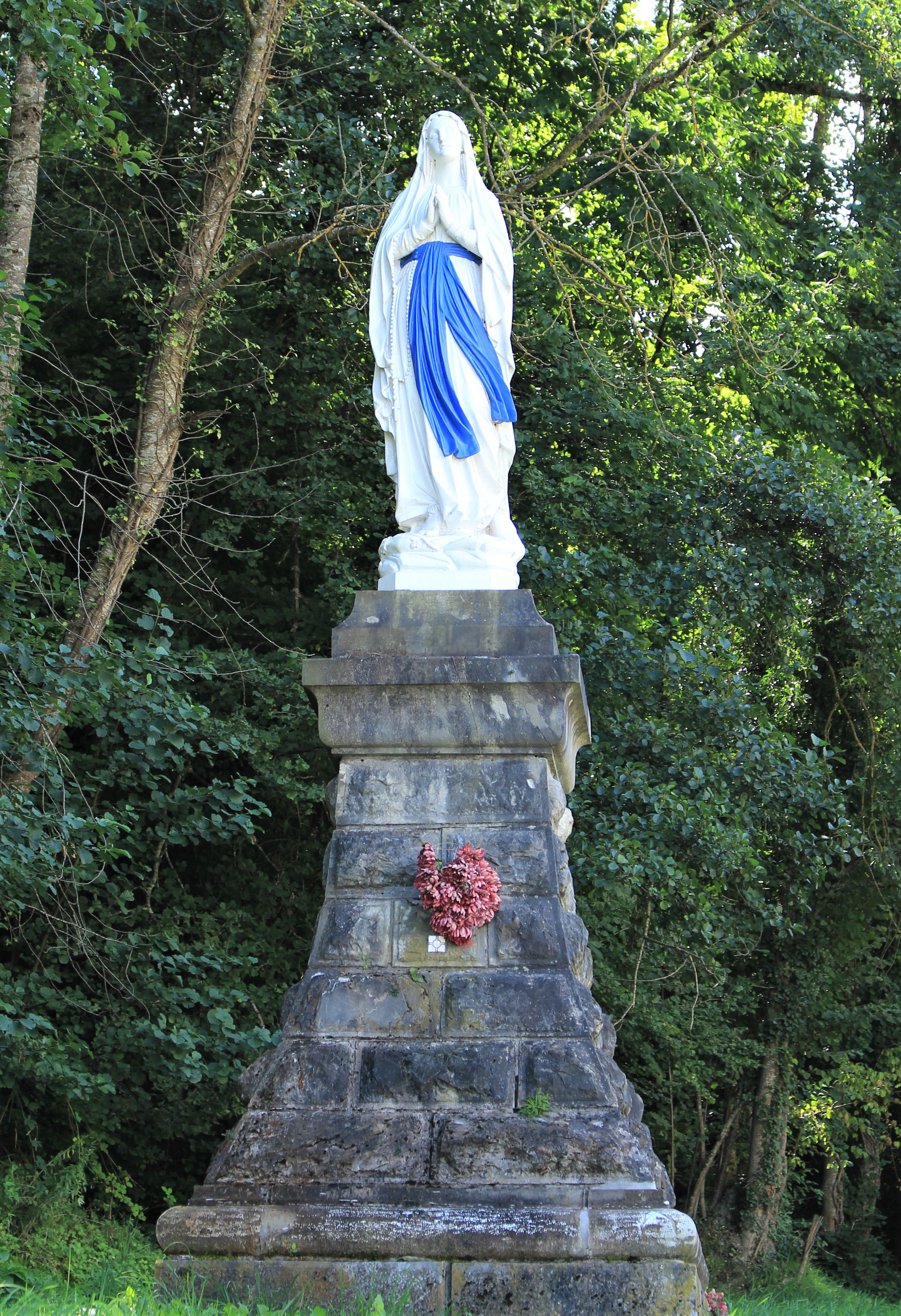
La vierge Notre-Dame-de-Lette.

### Patrimoine environnemental
- Maison de l'Ours.
- Maison du parc national des Pyrénées dans une ancienne demeure du XVIe siècle lié au siège de Tarbes.

### Personnalités liées à la commune
- Bertrand Fornier de Saint-Lary, homme politique, natif de Saint-Lary.
- Jacques Godechot (1907-1989), historien[réf. nécessaire].
- Isabelle Mir (1949-), skieuse née à Saint-Lary-Soulan.
- Xavier de Le Rue (1979-), snowboarder[réf. nécessaire].
- Paul-Henri de Le Rue (1984-), snowboarder[réf. nécessaire].
- Victor de Le Rue
- Nans Ducuing (1991-), rugbyman professionnel ayant grandi à Saint-Lary-Soulan

### Héraldique
| Blason | Blasonnement : D'azur aux cinq burèles d'or. Commentaires : ce blason est officiel (vérifié auprès de la mairie). |